# 와트 타일러의 난
와트 타일러의 난(영어: Wat Tyler's Rebellion) 또는 농민의 난(영어: Peasants' Revolt), 대봉기(영어: Great Rising)는 1381년에 잉글랜드를 휩쓴 대규모의 민란이다. 민란의 원인은 1340년대 흑사병으로 인해 발생한 경제적 정치적 긴장, 백년전쟁으로 인한 높은 세금, 런던 중앙정부의 지방 통치의 불안정화 등 다양했다. 민란을 직접적으로 촉발시킨 것은 1381년 5월 30일에 왕실 관리인 존 뱀프턴(영어: John Bampton)이 에식스에서 미납된 인두세를 걷으려 한 사건이었다. 뱀프턴의 인두세 징수 시도는 폭력적 충돌로 끝났고, 이것은 잉글랜드 동남부 일대에 빠르게 퍼져나갔다. 지역 장인에서부터 동네 구실아치에 이르기까지 다양한 종류의 농촌 사회 구성원들이 봉기에 동참하여 재판기록을 불사르고 감옥문을 열기에 이르렀다. 난민들은 세금의 삭감과 소위 농노제라 알려진 비자유 노동의 철폐, 국왕의 고위 관리들과 법관들의 제거를 요구했다.
급진적 성직자 존 볼의 설교가 난민들을 고무시켰고, 켄트주에서 봉기한 농민군의 지도자인 와트 타일러가 이끄는 봉기군은 런던으로 진격했다. 농민군과 잉글랜드 왕국 정부 대표들은 블랙히스에서 회동하였다. 정부측은 농민군의 해산과 귀경을 종용하였으나 설득에 실패하였다. 왕국군 병력의 대부분은 해외와 잉글랜드의 북부에 주둔한 상태였고, 당시 나이 14세였던 국왕 리처드 2세는 런던탑으로 피신하였다. 6월 13일, 농민군은 런던에 입성하여 런던 읍민들과 합류했다. 그들은 감옥을 공격하고, 사보이 궁전을 파괴하였으며, 템플 지구의 건물들과 법령 서적에 불을 지르고, 왕실 정부와 관련된 자는 누구든 잡아다 죽였다. 다음날, 리처드는 마일엔드에서 농민군과 만나 농노제의 폐지를 포함한 그들의 요구 대부분을 들어주기로 약속했다. 동시에 농민군은 런던탑에 진입하여 대법관 사이먼 서드버리와 재무경 로버트 헤일스를 찾아내 죽였다.
6월 15일, 리처드는 도시를 나가 스미스필드에서 타일러를 비롯한 농민군과 만났다. 폭력사태가 발발했고, 리처드의 수행원들이 타일러를 죽였다. 리처드는 런던 시장 윌리엄 월워스가 민병대를 조직할 때까지 긴장 상황을 완화시켰고, 그 이후에는 즉시 런던의 질서를 다시 세우고 농민군과 맺은 약속들을 모조리 철회했다. 민란은 이스트앵글리아로도 번져 케임브리지 대학교가 공격당하고 많은 왕국 관리들이 살해당했다. 6월 25일 또는 26일, 노스월셤 전투에서 헨리 디스펜서가 난민들을 격파할 때까지 이 지역의 소요는 계속되었다. 한편 요크, 베벌리, 스카버러 등 북부의 도시와 브리지워터, 서머싯 등 서부의 도시에서도 문제가 발생했다. 리처드는 질서 복원을 위해 약 4천 명의 군인들을 동원했다. 반란 지도자 대부분은 추적 끝에 처형당했다. 그 해 11월까지 최소 1,500 명의 반란군이 죽었다.
와트 타일러의 난은 학자들에 의해 널리 연구되어 왔다. 19세기 말의 역사학자들은 봉기의 전모를 밝히기 위해 당대 연대기들에서 다양한 문헌을 사용했고, 이는 20세기 들어 궁정기록이나 지역 기록보관소 등을 이용한 연구로 보강되었다. 난에 대한 해석은 수년에 걸쳐 이동했다. 한때는 영국 역사의 결정적 순간이라고 하기도 했으나, 현대 학계는 난이 이후의 사회경제적 역사에 미친 영향에 대해 다소 확신하지 않고 있다. 와트 타일러의 난은 이후 의회가 프랑스와의 전쟁을 위해 세금을 올리는 것을 단념케 함으로써, 백년전쟁의 판도에 큰 영향을 미쳤다. 뿐만 아니라 윌리엄 모리스 등의 사회주의 문학에서 널리 사용되었으며, 정치적 좌익에게 강력한 정치적 상징으로 남아, 1980년대에 있었던, 영국 정부가 지역 주민세 도입을 추진한 것과 관련하여 발생한 충돌에도 영향을 미쳤다.

## 배경과 원인

### 경제

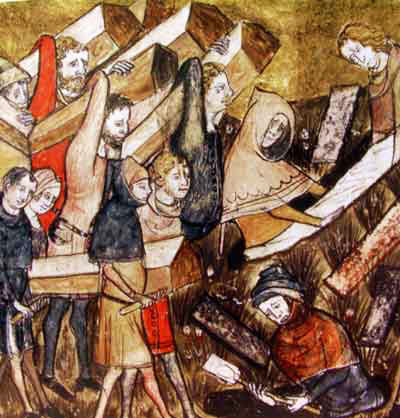
흑사병의 희생자들

와트 타일러의 난이 촉발된 계기는 14세기에 나타난 경제 및 사회의 대격변이었다. 14세기가 시작할 무렵, 잉글랜드 사람 대부분은 전원지대에 거주하면서 나라의 읍성과 도시들을 먹여살렸으며 복잡한 경제체제의 일원이었다. 잉글랜드 전역 대부분에서 생산활동은 신사층·교회 등의 지역 영주가 통치하는 장원 주위로 조직되어 있었으며 장원 재판소의 사법체계에 따라 통치되었다. 생산을 담당한 경제활동인구 중 일부는 비자유신분인 농노였으며, 매년 일정 기간동안 영주의 땅에 속박되어 일해야 했다. 잉글랜드 전역에 걸쳐 자유농민과 농노의 비율은 다양했고, 잉글랜드 남동 지방은 상대적으로 농노가 적은 편이었다. 일부 농노들은 태어날 때부터 비자유 신분으로 태어나 영주의 허락 없이는 장원 바깥 다른 곳에서 일할 수 없었다. 일부는 자신들의 신분의 부자유를 농토에 대한 사용권의 일부로서 받아들이는 농노도 있었다. 인구 증가는 농경 가능 토지에 대한 압박으로 이어졌고, 지역 지주들의 권력이 증가하였다.
1348년, 흑사병으로 알려진 대역병이 유럽 대륙에서 건너와 잉글랜드를 휩쓸었고, 인구의 약 50 퍼센트가 순식간에 죽어나갔다. 경제적 타격이 정점을 지나갈 무렵 잉글랜드는 변화한 경제적 상황에 적응하기 시작했다. 농민 계급의 높은 사망률은 곧 갑자기 토지가 풍부해지고 이에 반해 인력 수급은 수요 이하가 됐음을 의미했다. 노동자들은 자신들의 일에 대해 더 비싼 수당을 요구할 수 있게 되었고, 노동 경쟁의 결과로 임금은 가파르게 치솟았다. 이것은 지주들의 이익 감소를 초래했고, 결과적으로 읍 단위의 교역, 상업, 재정 네트워크가 붕괴하였다.
당국은 긴급 법안(1349년의 노동자 조례와 1351년의 노동자 법령)을 통과시킴으로써 이 혼돈상태에 대처하려 했다. 이 법안들은 노동자 임금을 대역병 이전의 수준으로 동결하는 것을 골자로 했으며, 일을 거부하거나 현존계약을 파기하는 것을 범죄로 규정하고 이를 어기는 자에게 벌금을 부과했다. 이 시스템은 처음에는 특수 법관들을 통해 시행되다가, 1360년대 이후로는 일반 치안판사들에 의해 집행되었고, 그 치안판사들은 대개 지역 신사층이었다. 원칙적으로는 추가 임금을 요구하는 노동자와 더 비싼 값을 부르려 한 사용자 모두에게 적용되었어야 하나, 대개 법은 제멋대로 해석되어 노동자들에게만 엄격하게 적용되었다. 1361년, 법은 강화되어 벌칙에 단근질과 투옥 등이 추가되었다.
이후 몇 십년 동안, 잉글랜드 농민들의 경제적 기회는 증가했다. 일부 노동자들은 과거에는 금지되었던 특수직종을 갖게 되었고, 또다른 이들은 이 사용자 저 사용자를 옮겨다니거나, 부유한 집안의 시종이 되었다. 이 변화는 런던 시장이 세워져 농민들과 장인들에게 다양한 기회가 만들어진 잉글랜드 남동부에서 특히 예민하게 느껴졌다. 지역 영주들은 농노가 장원을 떠나지 못하게 할 권리가 있었으나, 장원 재판소에서 자신들의 봉쇄된 처지를 재확인한 농노들 대다수는 그냥 도망하여 다른 장원에 가 불법적으로 일했다. 임금은 계속해서 상승하였고, 1340년대와 1380년대 사이에 전원지역 노동자들의 구매력은 약 40 퍼센트 증대했다. 하층 계급의 부가 늘어남에 따라, 의회는 1363년 식이복장조례를 통과시켜, 과거 엘리트들만 누릴 수 있었던 값비싼 상품들을 하류층이 소비하는 것을 금지시켰다. 이 사치금지법은 강제집행이 거의 불가능했으나, 계속해서 많은 노동 관련 법규가 적용되었다.

### 전쟁과 재정
1381년 봉기의 또다른 요인은, 프랑스와의 전쟁 경영이었다. 1337년, 잉글랜드 국왕 에드워드 3세는 프랑스 왕위를 요구하며, 백년전쟁이라고 알려진 지리한 분쟁의 서막을 열었다. 에드워드는 초기에는 승리를 거두었으나, 그 승리는 결정적이지 못했고, 1369년 이후에는 프랑스의 샤를 5세가 우위를 점하기 시작했다. 프랑스는 잉글랜드보다 강력한 경제력을 바탕으로 영불해협 건너편 잉글랜드에 대한 공격을 개시했다. 1370년대까지, 유럽 대륙의 잉글랜드 육군은 막중한 군사적 재정적 압박에 시달렸다. 예컨대 칼레와 브레스트의 주둔군만 하더라도 연간 36,000 파운드의 유지비가 들었으며, 외부로 원정을 나갈 경우 불과 6개월만에 50,000 파운드를 소비해야 했다. 에드워드가 1377년에 사망하고, 잉글랜드 왕위는 손자 리처드 2세(에드워드 흑태자의 아들)가 계승했다. 즉위 당시 리처드의 나이는 불과 10세였다.

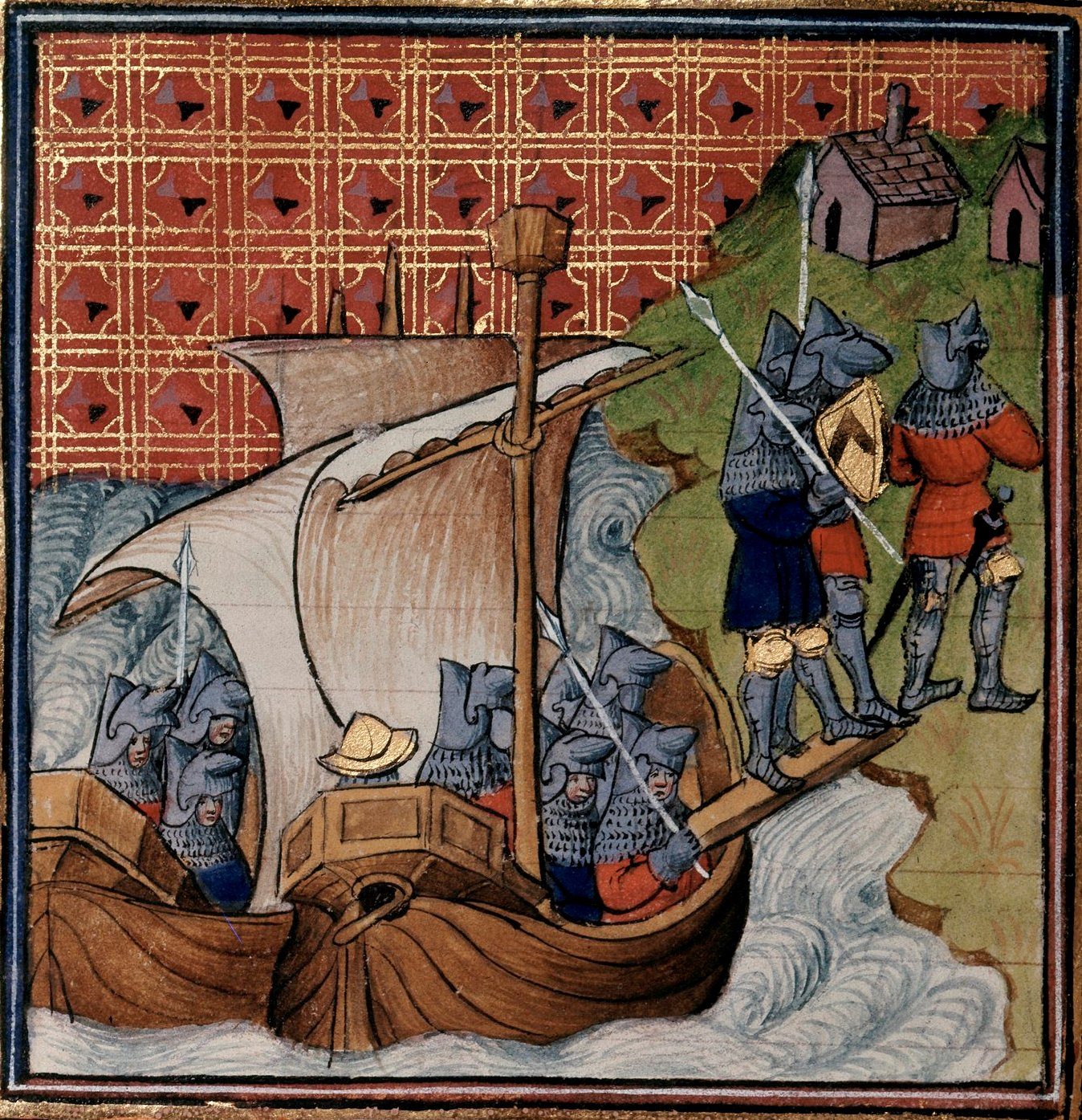
노르망디에 상륙하는 잉글랜드 군인들. 백년전쟁 당시인 1380년 ~ 1400년경 작품.

리처드 행정부는 할아버지의 관료들과 리처드의 숙부들로 이루어져 있었는데, 숙부들 중 가장 강력하고 부유한 자는 랭커스터 공작 곤트의 존이었다. 잉글랜드 정부의 구성원들은 프랑스에서의 전쟁을 지탱하기 위한 재정 문제에 직면해 있었다. 14세기 잉글랜드의 세금은 의회(당시 귀족과 성직자로 이루어진 상원과 기사와 상인, 신사층을 대변하는 하원으로 구성되었다)의 즉석 기준을 통해 상승되었다. 이러한 세금들은 보통 물건이나 가축 따위 가정의 동산(動産)에 대해 부과되었다. 세금의 상승은 상원 구성원들보다 하원 구성원들에게 보다 큰 영향을 미쳤다. 또한 관리들이 세금 집행을 위해 사용한 통계가 흑사병 유행 이전의 것이었다는 점이 문제를 악화시켰다. 지역 공동체의 크기와 부가 대역병 이전의 그것과는 전혀 달라졌고, 이에 따라 효율적인 세금 징수가 극도로 어려워졌기 때문이다.
에드워드 3세가 죽기 직전, 의회는 인두세라 불리는 새로운 형태의 세금을 도입했다. 이것은 14세 이상의 모든 사람 각각에 대하여 4 펜스의 세금을 부과했고, 결혼한 부부에게는 일부 공제를 하는 세금이었다. 전쟁 전비의 부담을 이전의 세금 제도보다 넓은 경제적 기반에 확산시키기 위해 고안된 인두세는 끔찍한 원성을 샀지만, 인두세를 걷은 결과 22,000 파운드가 증세되었다. 이후로도 전황은 계속 불리하게 진행되었다. 강제 공채를 통해서 일부 돈을 거두어냈지만, 왕은 1379년에 의회에서 추가 기금을 요구해야 했다. 하원은 어린 국왕을 지지했지만, 걷어야 하는 돈의 액수와 돈을 사용할 국왕의 상담역들이 부패 의혹을 받고 있다는 점에 대해서는 우려를 표했다. 두 번째 인두세가 승인되었고, 이번에는 영국 사회의 일곱 계급에 따라 차등 부과되어 상류 계층이 절대 수치로 더 많은 금액을 납부했다. 하지만 탈세로 인하여 불과 18,600 파운드밖에 증세되지 않았고, 이는 필요 액수인 50,000 파운드에 훨씬 못 미치는 액수였다.
1380년 11월, 노샘프턴에서 의회가 다시 소집되었다. 새로 대법관이 된 사이먼 서드버리 대주교는 하원에게 프랑스에서의 상황이 악화되고 있으며 국제 교역이 붕괴하고 있고 국왕이 그 빚을 불이행해야할지도 모르는 위기에 처해 있음을 알렸다. 160,000 파운드라는 거액이 더 필요하다는 것이 고지되었고, 앞으로 이 일을 어찌 할 것이냐며 왕실평의회와 의회 사이에 말싸움이 뒤따랐다. 의회는 세 번째 인두세를 통과시켰고, 이번에는 15세 이상의 모든 사람에게 12 펜스의 고정세율을 적용시켰으며, 결혼한 부부에 대한 공제도 없었다. 그 결과 66,666 파운드를 징수할 수 있다는 견적이 뽑아졌다. 세 번째 인두세는 유례없는 원성을 샀으며, 잉글랜드 남동부의 많은 이들은 호구조사 등록을 거부함으로써 탈세했다. 왕실평의회는 1381년 3월에 새로 판무관들을 임명하여 누가 납부를 거부하는지 찾아내기 위해 지역 촌락과 읍내의 관리들을 추궁했다. 잉글랜드 동남부와 동부에 먼저 파견된 이 조사관들에게는 엄청난 권력과 간섭권이 부여되었고, 이에 따라 세금 문제를 둘러싼 긴장은 계속해서 고조되어갔다.

### 저항과 당국 대응

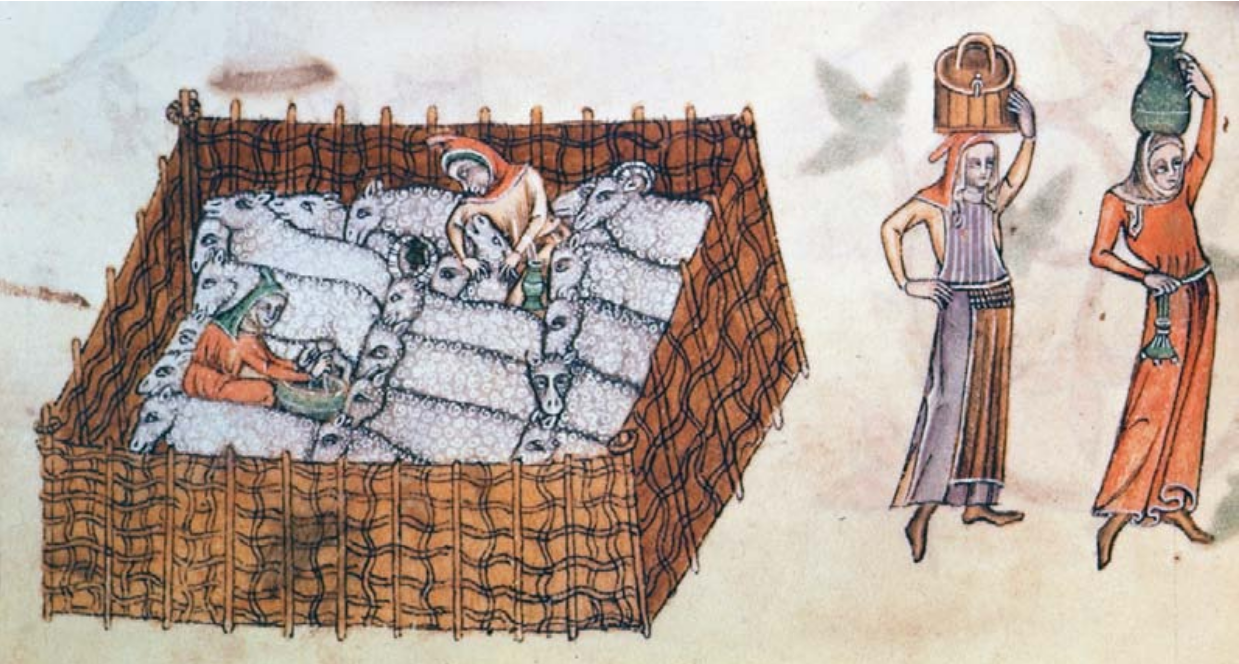
루트렐 시편서에 그려진 양을 치는 모습. 1320년 ~ 1340년경 작품.

1381년까지의 10여년은 반항적이고, 불안한 시기였다. 특히 런던은 동요의 중심지였고, 정치적으로 활발한 조합이나 협회의 활동은 정부 당국을 불안케 했다. 런던 시민들은 왕실의 법률제도가 확대되는 것을 불만스러워했는데, 특히 서더크의 왕실 재판소의 역할이 커져 런던의 사법권력을 두고 도시 당국과 경쟁하는 것을 기분나빠했다. 또한 런던 시민들은 외국인, 특히 플랑드르 방직공들의 존재에 분개했다. 또한 왕의 숙부인 랭커스터 공작 곤트의 존은 종교개혁가 존 위클리프의 지지자였기 때문에 위클리프를 이단시하던 시민들의 혐오를 받았다. 곤트의 존은 런던의 엘리트 계층들과도 불화를 빚었고, 존이 시민들이 뽑은 시장을 갈아치우고 왕실의 이름으로 누군가를 꽂아넣으려 한다는 유언비어가 나돌았다. 런던의 엘리트들 스스로도 정치적 권력을 위한 잔인한 내란을 감수할 수 있었다. 그 결과 1381년 런던의 지배계급은 분열되고 불안정해졌다.
전원 공동체, 특히 그 중에서도 잉글랜드 동남부는 농노제의 작동과 지역 장원 재판소의 세금 징수를 불만스러워했다. 특히 재판소를 운영하는 영주들이 곧 원성을 사는 노동 조례나 왕실에서 제정한 법의 현장 집행자로 기능하는 경우가 잦았기 때문에 불만은 가중되었다. 촌락의 엘리트 계층 다수는 지방정부의 역할을 맡는 것을 거부했고, 재판소의 활동을 방해하기 시작했다. 재판소에 의해 몰수된 가축들은 그 주인들에 의해 ‘해방’되었고, 법관들은 폭행을 당했다. 일부는 전통적인 법을 존중하나 런던에서 내려오는 증오받는 중앙 법률에서는 분리된, 독립적인 촌락 공동체의 탄생을 지지하기 시작했다. 사학자 미리 루빈은 이 상황을, “문제는 나랏법 그 자체라기보다, 그 법을 적용하고 옹호하는 데 있었다”고 묘사한다.
이러한 사회 변화에 대한 우려가 생겨나기 시작했다. 윌리엄 랭랜드는 1380년 이전에 쓰여진 《농사꾼 피어스》(Piers Plowman)에서 법을 준수하고 영주를 위해 열심히 일하는 농민을 상찬하고, 높은 임금을 요구하며 떠돌아다니는 탐욕스러운 노동자를 비난했다. 시인 존 가워는 1358년 프랑스에서 농민들이 상전들에 맞서 들고 일어난 자크리의 난과 같은 대규모 농민반란이 잉글랜드에서도 벌어질까 공포에 떨었다. 읍에 새로 흘러들어온 임노동자들에게서 느끼는 위협감과, 시종들이 상전에게 등을 돌릴지 모른다는 가능성으로 인해 도덕적 공황이 발생했다. 1359년, 떠돌이 문제를 해결하기 위해 새로이 입법이 이루어졌다. 본래 존재하던 음모죄를 보다 폭넓게 적용한 반역죄가 만들어졌는데, 시종이나 아내가 상전이나 남편을 배반하였을 경우에도 반역죄로 다스리도록 하고 있다. 1370년대 이전에는 심지어 프랑스가 잉글랜드를 침공했을 때 시골 계급들이 침략자의 편에 서지 않을까 하는 공포까지 만연해 있었다.
불만이 쌓이자 저항의 길이 열렸다. 1377년, 잉글랜드 동남부와 서남부에서 "엄청난 유언비어"(Great Rumour)가 발생했다. 전원지대의 일꾼들은 집단을 조직하여 영주들을 위해 일할 것을 거부했고, 《둠스데이 북》에 따르면 자신들은 영주들의 요구를 면제받을 수 있다고 주장했다. 하지만 재판소와 국왕에 대한 그들의 호소는 성공적이지 못했다. 도시 지역, 특히 런던에서도 광범위한 긴장 상태가 유지되었다. 곤트의 존은 린치를 당할 뻔 했으나 겨우겨우 런던을 빠져나갔다. 쟁의는 1380년에 재차 증가하여, 저항과 소란이 잉글랜드 북부와 서부의 읍내들(슈루즈버리, 브리지워터 등)을 휩쓸었다. 요크에서는 시장 기즈번의 존(John de Gisborne)이 해임되자 봉기가 일어났고, 1381년 초에는 세금 폭동이 뒤따랐다. 1381년 5월, 대폭풍우가 잉글랜드를 덮쳤다. 많은 이들이 미래에 대격변이 일어날 것이라고 느꼈고, 동요하는 분위기는 더욱 가중되었다.

## 사건 추이

### 민란의 발생

#### 에식스와 켄트
1381년 5월 30일, 존 뱀프턴(John Bampton)이 인두세 미납을 조사하기 위해 에식스에 도착했다. 뱀프턴은 의회의 의원이었으며 동시에 치안판사였고 왕실측과도 긴밀한 관계가 있는 자였다. 그는 브렌트우드 읍에 눌러앉아 세금 미납에 대한 설명을 듣고 6월 1일까지 모자라는 세금을 다 채우라고 명령하기 위해 근처 촌락인 코링검, 포빙, 스탠포드레호프의 대표자들을 소환했다. 촌락민들은 상당히 조직된 상태로 도착한 것 같으며, 활과 몽둥이로 무장하고 있었다. 뱀프턴은 가장 먼저 포빙 촌락민들을 심문했는데, 포빙의 대표자인 토머스 베이커는 자기네 마을은 이미 세금을 다 냈으며, 더 이상 돈을 마련할 수 없다고 선언했다. 뱀프턴과 서전트 두 명이 베이커를 체포하려 하자, 폭력사태가 발생했다. 뱀프턴은 탈출하여 런던으로 도망갔으나, 그의 종자 세 명과 배심원 노릇을 하기로 했던 브렌트우드 읍민 몇 명은 피살되었다. 민사재판소 수석재판관 로버트 빌크냅에게 사건의 범인들을 체포하고 처리할 권한이 주어졌다.

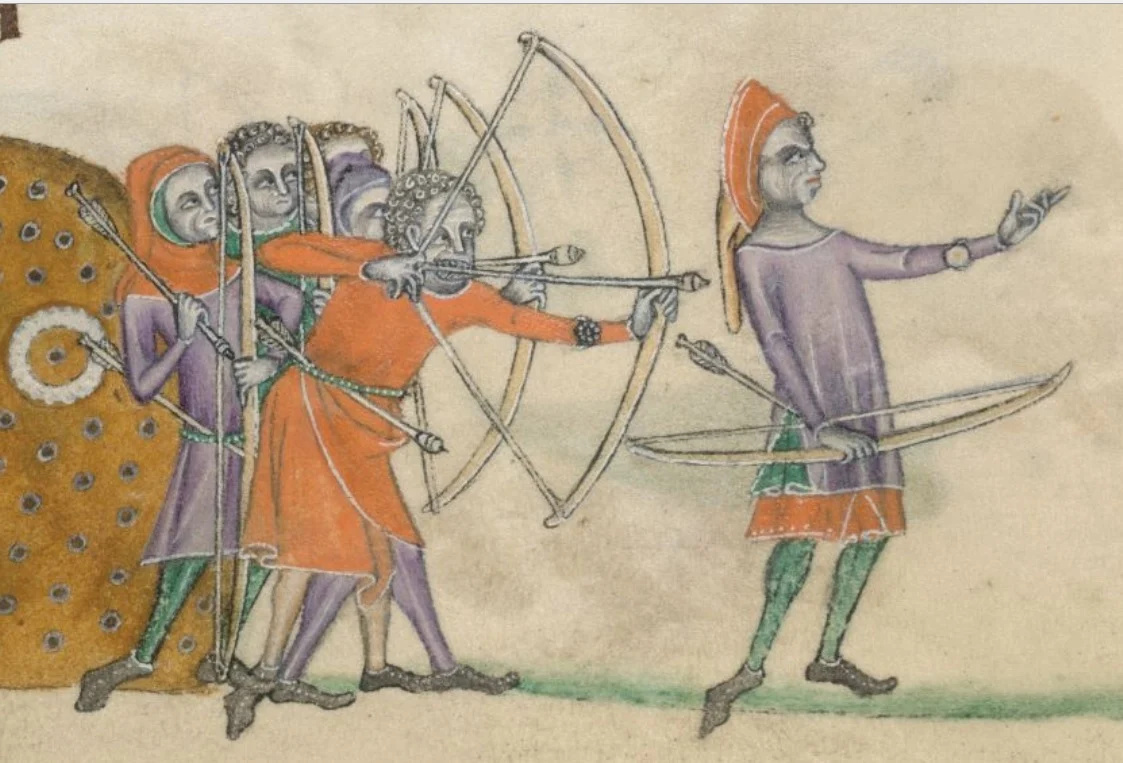
루트렐 시편서에 그려진 사격 연습을 하는 농민 장궁수들. 1320년경 ~ 1340년경 작품.

바로 다음 날까지 하루만에 봉기군은 빠르게 불어났다. 촌락민들이 지역 곳곳에 소식을 퍼뜨렸고, 지역 집달리 존 제프리(John Geoffrey)가 브렌트우드와 첼름스퍼드 사이를 오가며 지지를 모았다. 6월 4일, 난민들은 보킹에 집결하여 향후 계획을 의논하였다. 에식스의 난민의 규모는 수천 명 정도였고, 런던으로 진군했는데, 일부는 바로 런던으로 향하고 일부는 켄트를 거쳐 런던으로 향했다. 전직 사제인 존 라위가 이끄는 한 무리는 인근 주(州)인 서포크에서 봉기민을 더 모을 작정으로 북쪽으로 행진했다.
한편, 에식스 옆의 켄트에서도 봉기의 불꽃이 타올랐다. 고인이 된 에드워드 3세와 젊은 리처드 2세 모두의 측근이었던 시몽 드 벌리 경이 켄트에 사는 로버트 벨링(Robert Belling)이 자기 영지에서 도망친 농노라고 주장했다. 벌리는 벨링을 잡아오기 위해 벨링이 사는 그레이브젠드로 서전트 두 명을 파견했다. 그레이브젠드의 집달리들과 벨링은 벌리에게 돈을 주는 대신 벨링의 도망을 눈감아 주는 방향으로 협상을 하려 했으나 실패하고 벨링은 로체스터 성에 수감되었다. 분노한 지역민들이 6월 5일경에 이 문제를 논의하기 위해 다트퍼드에 모여들었다. 난민들은 그곳에서부터 출발하여 메이드스톤에서 감옥을 습격하고 6월 6일에 로체스터에 도착했다. 성난 군중을 마주한 로체스터 성주는 싸움 한번 하지 않고 항복했고, 벨링은 석방되었다.
이후 켄트 민중의 일부는 해산했지만, 다른 이들은 봉기를 계속하기를 원했다. 아마 이때부터 와트 타일러가 난을 이끌게 된 것으로 보인다. 《무명의 연대기》(Anonimalle Chronicle)에서는 6월 7일 메이드스톤에서 벌어진 대규모 집회에서 타일러가 군중들의 지도자로 뽑혔음을 시사하고 있다. 민란 이전의 타일러의 삶에 대해서는 거의 알려진 것이 없다. 연대기작자들은 타일러가 에식스 출신이며, 프랑스에서 궁수로 복무했고, 카리스마 있고 유능한 지도자였다고 한다. 많은 연대기작자들은 봉기가 정치적 목적을 갖게 된 것이 타일러에 의한 것이라고 믿고 있는데, 일부는 봉기의 이 단계에서 켄트 난민의 지도자는 잭 스트로라고 하기도 한다. 하지만 잭 스트로가 실존인물인지, 아니면 와트 타일러나 존 라위의 이름이 잘못 알려진 것인지는 확실하지 않다.
타일러와 켄트인들은 캔터베리로 나아갔으며, 6월 10일에 저항 없이 캔터베리 성곽을 지나 캔터베리 성관에 입성했다. 난민은 부재중이던 캔터베리 대주교 사이먼 서드버리(당시 대법관 겸직)를 폐위하고 대성당의 승려들에게 자신들의 대의명분에 충성을 맹세하게 했다. 그들은 증오받는 왕실평의회와 관련된 도시 자산들을 공격하고, 적으로 생각되는 자들을 찾아 도시를 뒤진 뒤, 그 혐의자들을 집에서 끌어내 잡아 죽였다. 도시 감옥이 열리고 죄수들이 풀려났다. 그리고 타일러는 수천 명의 난민들을 설득하여 다음날 아침 캔터베리를 떠나 런던으로 향하기로 했다.

#### 수도를 향한 진군

난민들을 고무시키는 존 볼을 그린 15세기 그림. 전경 왼쪽에 붉은 옷을 입은 이가 와트 타일러.

켄트인들은 런던을 향해 진군하면서 에식스, 서포크, 노포크 난민들과 공조를 하게 된 것 같다. 그들은 몽둥이, 배틀액스, 낡은 검과 활 등 다양한 무기로 무장했다. 그들은 런던으로 가는 길에 국왕의 모후인 조안 세자빈을 만났다. 세자빈은 봉기군에게 따라잡히지 않기 위해 수도로 돌아가는 중이었다. 난민들은 세자빈을 모욕했지만, 직접적인 위해는 가하지 않고 보내 줬다. 켄트 난민은 6월 12일에 수도의 동남쪽 코앞인 블랙히스에 당도했다.
6월 10일 밤중에 봉기군의 요구사항이 윈저 성에 있던 국왕에게 전해졌다. 왕은 다음 날 배를 타고 템스강을 따라 런던으로 내려가 안전을 위해 강력한 요새인 런던탑에 틀어박혔다. 국왕은 런던탑에서 모후, 서드버리 대주교, 로버트 헤일스 재무경, 애런델 백작, 솔즈베리 백작, 워릭 백작 등 고위 귀족들과 합류했다. 로체스터 주교 토머스 브린튼이 이끄는 대표단이 난민과 협상하여 귀경할 것을 설득하기 위해 런던에서 파견되었다.
블랙히스에서는 존 볼이 운집한 켄트인들에게 유명한 설교를 했다. 볼은 켄트 출신의 급진적 설교가로 유명했는데, 이때는 타일러의 측근세력이 되어 있었다. 볼이 어떻게 봉기에 가담하게 되었는지는 연대기작자들의 기록이 저마다 다르다. 메이드스톤의 감옥에 갇혀 있다가 군중들에 의해 풀려났다고도 하고, 봉기가 시작되었을 때부터 이미 자유로운 신세였다고도 한다. 볼은 군중들에게 물었다. “아담이 경작하고 이브가 길쌈할 때, 누가 있어 양반이었는가?” 그리고 “리처드 국왕 그리고 잉글랜드의 참 평민과 함께”라는 난민들의 표어를 만들어냈다. 이 표어는 곧 난민들은 농노제의 지속과, 국왕 전하를 시민 다수에게서 분리시킨 교회 및 국가 고위층을 적대하고 있음을 나타낸다. 또한 자신들은 군주에게 충성하며, 국왕 주위의 간신배들과 달리 자신들이야말로 리처드에게 ‘참된’ 충성을 바치고 있다는 것을 강조했다. 난민들은 집으로 돌아가라는 로체스터 주교의 요구를 거부했고, 진군을 계속하기 위한 준비를 했다.
런던탑에서는 봉기를 어떻게 처리할지에 대한 논의가 진행되었다. 국왕의 수중에 있는 병력은 성의 수비대, 당장의 경호원, 수백 명의 군인 등 소수에 불과했다. 숙련된 군 사령관 대부분은 프랑스, 아일랜드, 독일 등지에 주둔하고 있었고, 가장 가까운 주력부대는 잉글랜드 북단에서 스코틀랜드의 침입에 대비하고 있었다. 수도 밖 지방에서의 저항 역시 복잡한 양상을 띠었는데, 이것은 오직 국왕만이 지역 민병을 소집할 수 있으며 또 반도나 범죄자를 처형할 권리가 있다고 한 잉글랜드의 법 때문이었다. 많은 지방 영주들은 자기들의 독단으로 봉기를 진압하기를 내켜하지 않았다.
블랙히스에서의 교섭이 실패하자, 국왕 스스로가 템스 강 남안의 그리니치에서 난민들을 직접 만날 결단이 이루어졌다. 리처드는 6월 13일 아침 런던탑을 나와 병사들을 태운 너벅선 네 척의 경호를 받으면서 강 건너편의 반란 군중에게 다가갔다. 리처드가 강변에 상륙하기를 원하지 않았고, 난민들은 리처드가 상륙하지 않으면 대화에 들어가지 않으려 했기 때문에 교섭은 재차 결렬되었다. 리처드는 강을 건너 다시 런던탑으로 들어갔다.

### 런던에서

#### 시티오브런던 입성

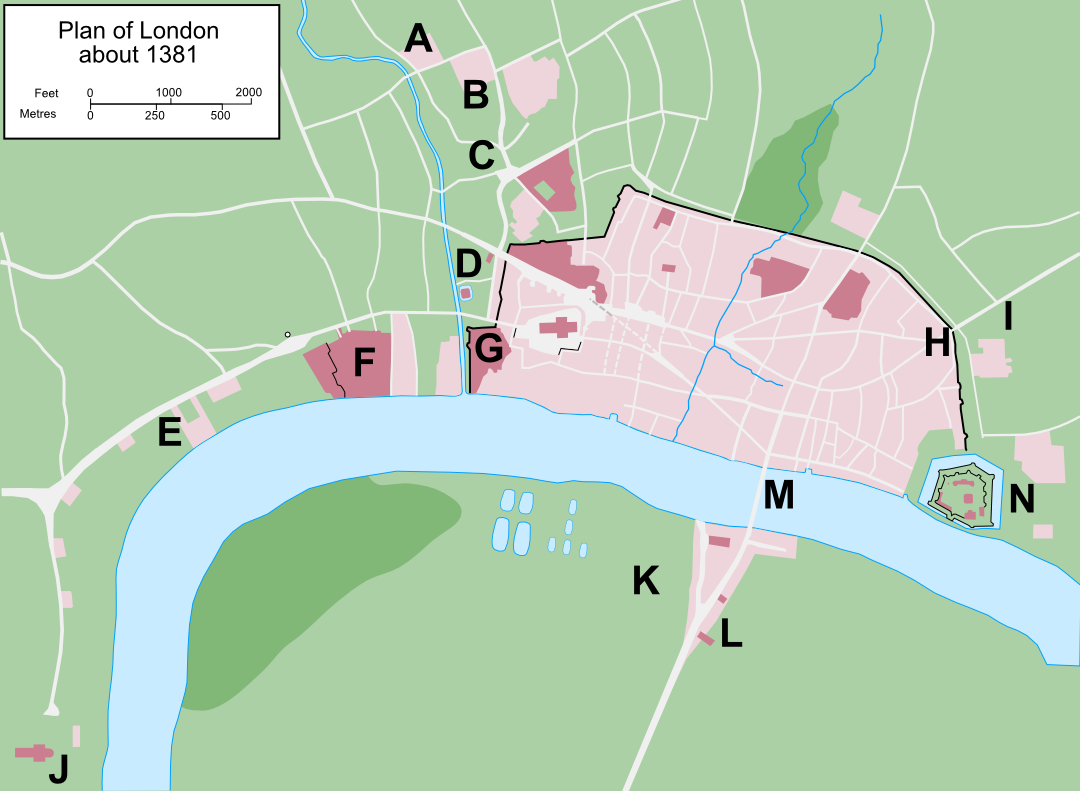
1381년 당시 런던 지도. A - 클러큰웰; B - 세인트존 소수도원; C - 스미스필드; D - 뉴게이트 감옥과 플리트 감옥; E - 사보이 궁전; F - 템플; G - 블랙프라이어스; H - 알드게이트; I - 마일엔드; J - 웨스트민스터; K - 서덕; L - 궁정재판소 감옥; M - 런던교; N - 런던탑

서더크에 머물러 있던 난민들은 6월 13일 런던교를 건너기 시작했다. 런던교의 방어시설은 내부에서 열려 있었는데, 난민들에 대한 연민 때문이었는지 단지 방위군이 겁에 질려 있었기 때문인지는 알 수 없다 이에 난민들은 별다른 제재 없이 다리를 건너 시티로 들어왔다. 한편 같은 시간, 에식스에서 온 난민들이 시티 북쪽의 알드게이트를 향해 다가오고 있었다. 난민들은 시티 중심부에서 서쪽을 휩쓸었고, 알드게이트가 활짝 열려 나머지 난민들이 쏟아져들어왔다.
켄트의 봉기군은 국왕이 처형해 주었으면 하는 간신배들을 정리한 광범한 목록을 가지고 있었다. 이 목록에는 곤트의 존 공작, 서드버리 대주교, 헤일스 재무경 등의 국가 수뇌인물들이 포함되어 있었다. 그외에도 켄트에 다녀갔던 빌크냅이나 밤튼 등의 왕실평의회 관리들과 널리 원성을 산 왕실측 인물들의 이름이 목록에 포함되었다. 서더크의 왕실재판소 감옥에 도달한 난민들은 그것을 잡아떼 버렸다. 켄트와 에식스에서 온 봉기군과 함께 반체제 성향의 런던시민들까지 합류하면서 플리트 감옥과 뉴게이트 감옥이 군중들의 공격 대상이 됐고, 플랑드르 출신 이민자들의 집도 표적이 되었다.
런던 북쪽에서는 난민들이 스미스필드와 클러큰웰 소수도원으로 진격했다. 소수도원은 헤일스 재무경이 수장으로 있는 구호기사단의 본부였다. 소수도원은 인근의 장원과 함께 파괴되었다. 난민들은 플리트 가를 따라 서쪽으로 가면서 각종 사법 건물들과 구호기사단 소유의 사무실들이 모여있는 템플지역을 공격했다. 각종 서책과 서류들이 거리에 내팽겨쳐지고 불 태워졌으며, 건물들은 조직적으로 파괴되었다. 한편 난민들의 살생부에 이름이 올라와 있던 국새상서 존 포드햄은 군중이 공격 당시 그가 아직 건물 안에 남아있다는 것을 난민들이 눈치채지 못한 틈을 타 도망쳤다.
다음으로 공격당한 플리트 가의 건물은 사보이 궁전이었다. 화려찬란한 이 건물은 곤트의 존 공작의 소유였다. 연대기작자 헨리 나이턴에 따르면 사보이 궁전에는 “도금 된 집기와 순금을 빼고 은그릇과 은접시만 세더라도 다섯 수레를 족히 채울 정도라 옮길 수도 없을" 정도의 사치품이 즐비했다. 궁전 내부의 재산 가치만 대략 10,000 파운드 정도였을 것으로 추산된다. 난민들은 사보이 궁전을 철저히 파괴하였는데 직물가구들은 불태워졌고, 귀금속 제품들은 찌그러뜨렸으며, 보석류는 박살을 냈고, 공작의 개인기록물은 불태워 버렸다. 허섭스레기가 된 물건들은 템스 강과 하수도에 버려졌다. 난민들이 사사로이 훔쳐간 물건은 아무 것도 없었다는 점이 특기할 만 한데, 그들은 스스로를 “진실과 정의의 열광자요, 도둑떼와 강도무리가 아니”라고 주장했다. 그 뒤 궁전 건물에는 불이 질러졌다. 저녁이 되자 난민들은 런던탑 바깥에 모여들었고, 국왕은 런던탑 위에서 도시 곳곳에 타오르는 불길을 지켜보고 있었다.

#### 런던탑 점령

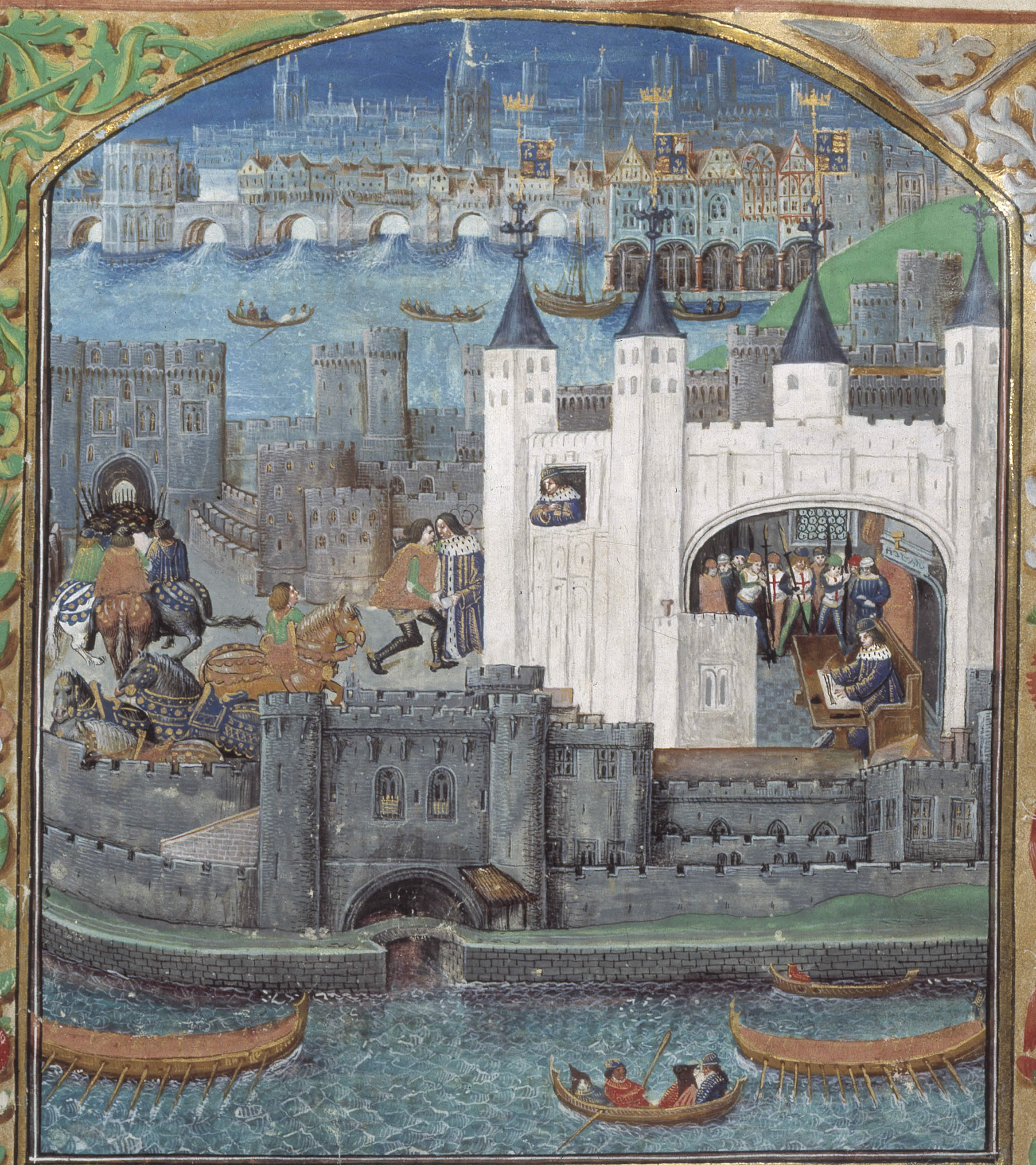
런던탑과 그 아성인 화이트 타워를 묘사한 그림. 15세기 작품.

6월 14일 아침, 군중은 템스 강을 따라 움직이면서 웨스트민스터 주위의 관리들의 집을 불태우고 웨스트민스터 감옥을 열었다. 그러고는 런던 중심부로 돌아가서 더 많은 건물에 불을 지르고 뉴게이트 감옥을 급습했다. 플랑드르인 사냥도 계속되었고, 왕실고문관 리처드 라이언스를 비롯해 플랑드르 억양으로 말하는 자들이 살해당했다. 시티의 한 구(區, ward)에서는 살해당한 플랑드르인 40명의 시체가 길거리에 더미로 쌓였으며, 플랑드르인들이 주로 참석하던 세인트마틴빈트리 교회에서는 35명이 살해당했다. 사학자 로드니 힐턴(Rodney Hilton)은 이 공격이 플랑드르인 방직공들과 상업적 경쟁관계에 있었던 런던 방직공 조합의 협조 하에 이루어진 것이라고 주장한다.
런던탑에 고립된 왕국 정부는 사태 추이를 지켜보고 충격에 빠졌다. 마침내 결단이 내려졌고(리처드 본인이 직접 내린 것으로 추정), 날이 밝으면 국왕이 매우 적은 수의 경호원들만 대동하고 성에서 나가 런던 동쪽 마일엔드에서 난민들과 협상하기로 했다. 또한 이 결단으로 인해 서드버리와 헤일스는 런던탑에 남겨졌는데, 이것은 그 두 사람의 안전을 위한 것이었을 수도 있고, 동시에 리처드가 원성을 사는 두 각료와 동행해 보았자 자신의 안전에 득될 것이 없다고 판단했기 때문일 수도 있다. 국왕 행차 시 많은 런던 시민들은 뒤따르며 자신들이 주장하는 부조리에 대한 불만을 호소했다.
이때 주동자 와트 타일러는 마일엔드에 없었던 것으로 생각되며, 누가 난민들을 대변하여 말했는지는 알 수 없다. 타일러가 없었지만 난민들은 국왕에게 살생부에 이름이 오른 증오 대상 관리들을 넘겨줄 것, 농노제와 비자유 토지소유를 폐지할 것, “윈체스터법(law of Winchester)이 지켜지는 한 다른 법을 강제하지 않을 것,” 난민들에게 관대히 선처할 것 등의 요구사항을 전달했다. ‘윈체스터법’이 무엇을 의미하는 것인지는 불확실하나, 아마도 촌락 공동체를 자율 통제하겠다는 난민들의 이상이 반영된 무언가로 보인다. 리처드는 농노제를 폐지하겠다는 헌장을 발표했고, 이 소식은 나라 곳곳으로 빠르게 퍼져나갔다. 그러나 리처드는 관리들을 넘겨달라는 요구는 거부했고, 대신 국왕 자신이 개인적으로 난민들이 요구하는 정의를 이루어 주겠노라고 약속했던 것 같다.
리처드가 마일엔드에 나가있는 사이, 런던탑은 난민들에게 점거당했다. 타일러의 지휘를 따르는 마일엔드의 난민들과 분리된 한 무리의 난민들이 성을 향해 다가왔다. 이때가 늦은 아침이었을 것으로 추측된다. 런던탑 측에서는 리처드 국왕이 돌아오기를 기다리며 성문을 열어두었고, 덕분에 약 400 명의 군중이 피 한방울 흘리지 않고 열린 문으로 쏟아져들어왔다. 근위병들이 난민들에게 겁을 먹었던 모양인지, 난민들은 전혀 피해를 입지 않았다.
일단 안에 들어간 난민들은 그들의 목표 대상들을 쫓기 시작했고, 서드버리 대주교와 헤일스 재무경을 화이트 타워에서 찾아냈다. 그들은 곤트의 존 공작의 주치의였던 윌리엄 애플턴(William Appleton), 왕실 서전트 존 레그(John Legge)와 함께 끌려나와 타워힐에서 참수되었다. 그들의 잘린 머리는 시티오브런던에서 조리돌림을 당한 뒤 런던교에 효수되었다. 난민은 존 공작의 아들이자 훗날 왕위에 오를 헨리 4세도 찾아내 그를 죽이려고 했으나, 근위병 존 페러(John Ferrour)가 자비를 간청하여 목숨을 건질 수 있었다. 난민들은 국왕의 모후인 조안 세자빈과 국왕의 이부(異父) 누나인 조안 공작부인도 찾아냈다. 이번에도 그들은 여인들에게 한 차례 모욕만 준 뒤 해를 가하지 않고 풀어주었다. 성 안에 있던 방어구들이나 왕실 비품들은 철저히 약탈당했다.
런던탑이 공격당하자 리처드는 탑으로 돌아가지 않고 마일엔드를 떠나 런던 서남부 블랙프라이어스에 소재한 왕실의장부로 향했다. 그곳에서 리처드는 군 사령관인 애런델 백작 리처드 피츠앨런과 합류했다. 리처드는 애런댈 백작을 서드버리의 후임 대법관으로 임명하고, 다음날 난민들에 대하여 우위를 점하기 위한 계획을 세우기 시작했다. 에식스에서 온 난민들은 국왕의 약속에 만족하여 대부분 해산하였고, 런던에는 타일러를 비롯해 켄트 난민들이 가장 호전적인 세력으로 남게 되었다. 그날 저녁 타일러의 부하들은 시티를 돌아다니며 곤트의 존의 고용인들, 외국인들, 그리고 사법체계와 관련이 있는 모든 이들을 추적해 죽였다.

#### 스미스필드

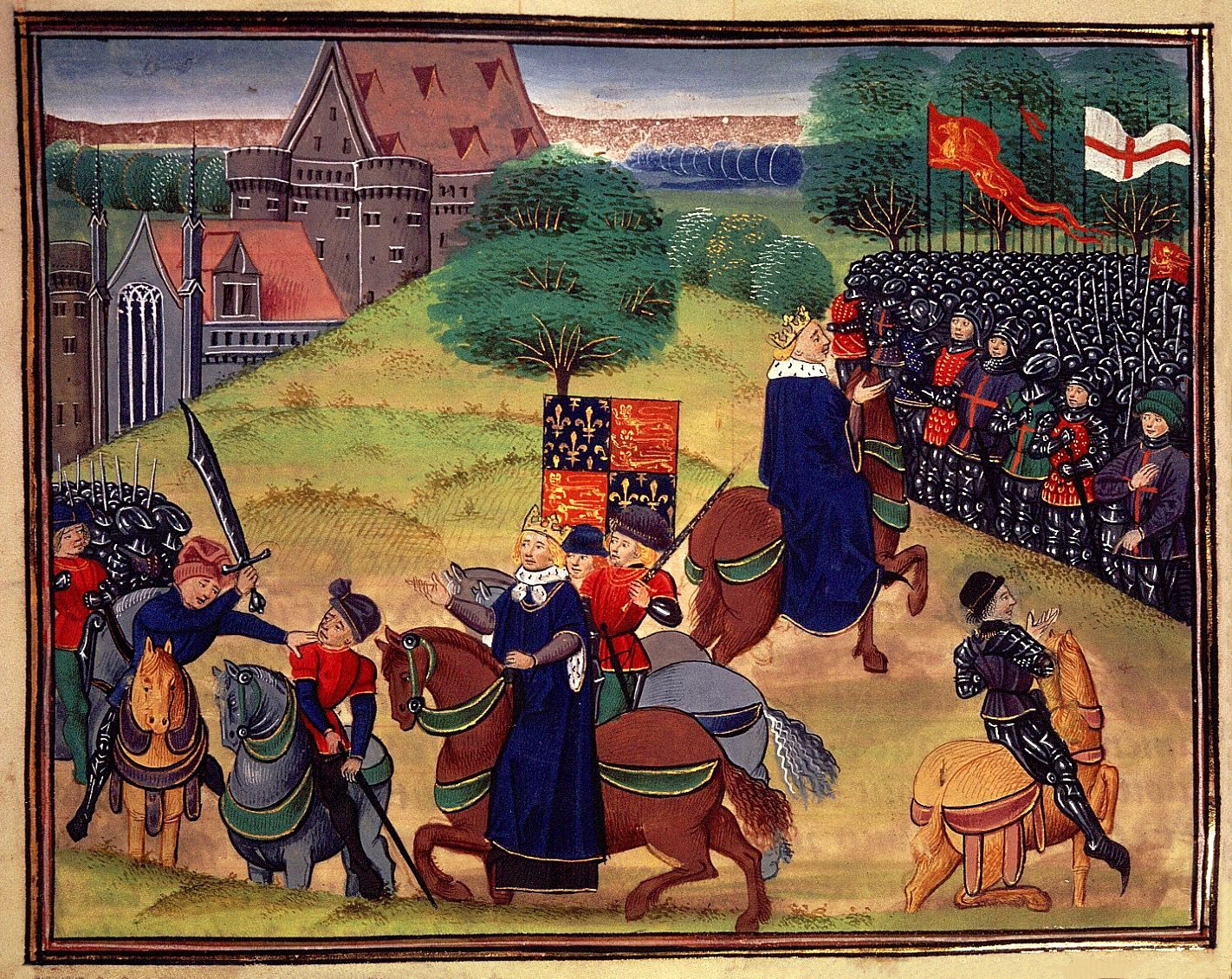
윌리엄 월워스의 와트 타일러 참살을 그린 14세기 그림. 국왕은 두 번 그려져 있는데, 왼쪽에서 타일러의 죽음을 지켜보고 있고 오른쪽에서 군중에게 연설하고 있다.

6월 15일, 어제의 선언에 만족하지 못하여 잔존한 난민들은 도시 성곽 바로 밖의 스미스필드에서 왕국 정부와 회동하기로 했다. 난민 여럿이 제각각 도시를 어슬렁거리고 다녔고, 런던은 여전히 혼란 상태였다. 리처드는 웨스트민스터 수도원에서 기도를 올렸고, 늦은 오후 난민들과 회동하기 위해 나섰다. 연대기작자들이 이 회동의 세부 사항에 대해서 제각기 온갖 이야기를 하고 있는데, 전체적인 줄거리에 있어서는 모든 이야기가 일치하고 있다. 국왕은 맨앳암즈들이 포함된 최소 200명의 수행원과 함께 스미스필드 동쪽 끝의 세인트바톨로뮤 수도성당에 자리를 잡았고, 수천 명의 난민들은 서쪽 끝에 모여들었다.
리처드가 타일러를 군중 앞으로 나오라고 불렀던 듯 하며, 타일러는 리처드를 ‘형제’라는 둥 부르면서 자신의 친선을 표했다. 국왕의 수행원들은 이것을 지나친 행위라고 생각했다. 리처드는 왜 전날 약속을 했는데도 타일러와 난민들이 런던을 떠나지 않느냐고 물었다. 타일러는 분노하여 비난했고, 더 이상의 헌장을 요구했다. 반란 지도자는 무례하게 음식물을 요구했고, 음식물이 제공되자 떠나려고 했다.
그 순간, 국왕의 수행원 중 일부와 타일러 사이에 말다툼이 벌어졌다. 런던 시장 윌리엄 월워스가 다툼을 말리기 위해 앞으로 나섰고, 타일러는 왕을 향해 움직이려 했다. 그러자 군인들이 앞으로 뛰어들었다. 월워스 또는 리처드가 타일러를 체포하라고 명령했고, 타일러는 월워스 시장을 공격하려고 시도했다. 이에 반응하여 월워스는 타일러를 찔렀다. 이어 향사 랠프 스탠디시(Ralph Standish)가 검을 꺼내 타일러를 계속 찔러서 치명상을 입혔다.
상황이 급변했고, 난민들이 활을 쏠 준비를 하면서 폭력사태로 번지는 듯 했다. 리처드가 말을 몰고 군중 앞으로 나가 그들에게 자신을 따라 스미스필드를 떠나 클러큰웰에서 사태를 해결하자고 설득했다. 한편 시티로부터 증강 병력이 도착하자 월워스는 상황의 주도권을 되찾았다. 타일러의 머리는 잘려서 장대 위에 높이 걸렸다. 런던의 민병대가 정부군에 증강되자 지도자를 잃은 봉기군은 무너지기 시작했다. 리처드는 지체없이 월워스와 그를 따르는 몇몇을 기사로 서임했다.

### 난의 확산

#### 잉글랜드 동부

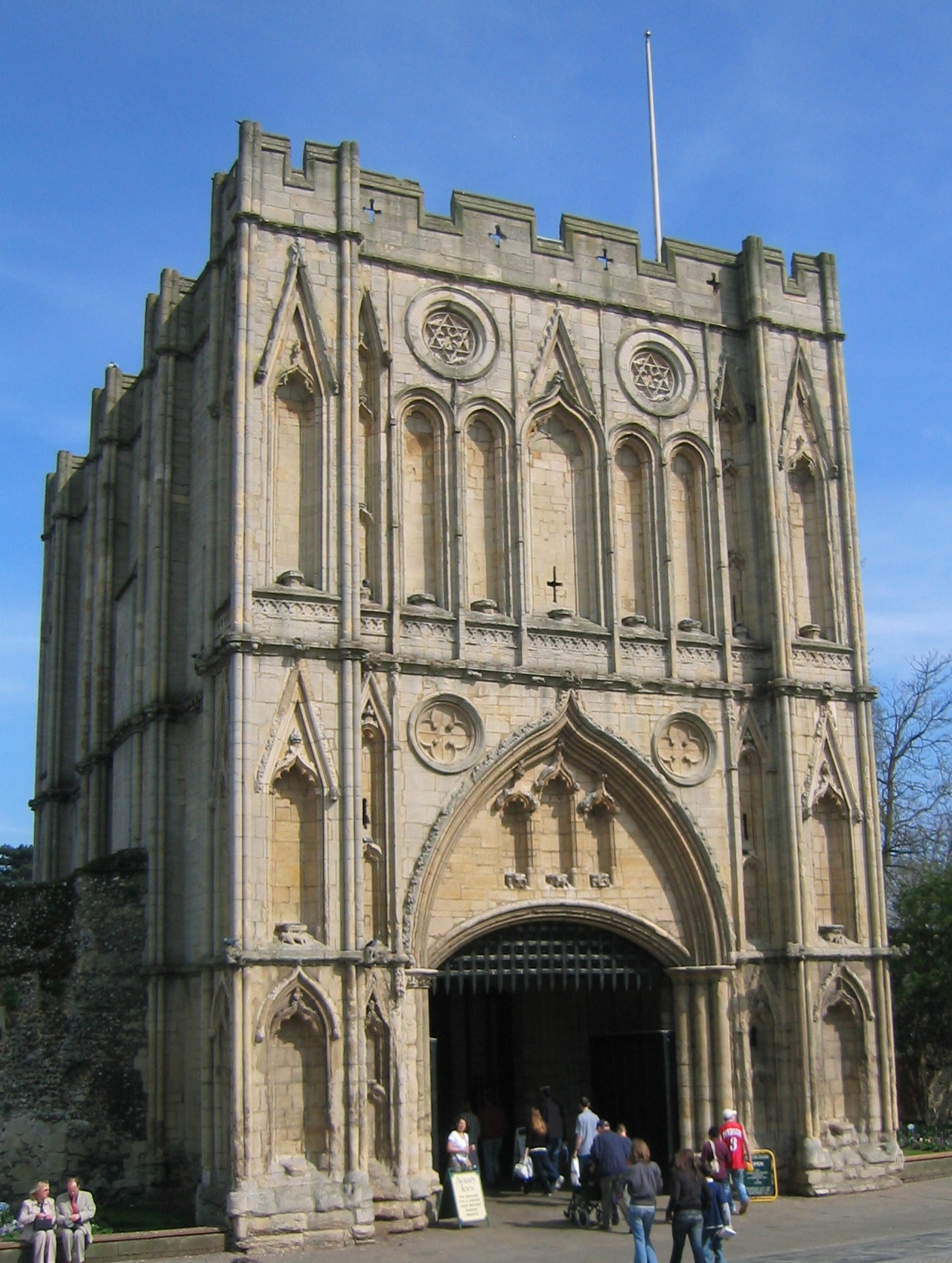
6월 13일에 난민들에게 습격당한 버리 세인트에드문즈 소수도원 입구.

반란이 런던에서 전개되는 동안, 존 라위는 난민들을 이끌고 서포크로 들어갔다. 라위는 잉글랜드 동부의 반란 진행에 있어 상당한 영향력을 갖고 있었으며, 이 반란자들 중 일부는 런던으로 향해 그곳 봉기에 동참한 것으로 보인다. 당국은 반란을 거의 이겨내지 못했다. 대귀족들은 방어진 형성에 실패했고, 주요한 요새들은 손쉽게 난민들의 손에 떨어졌으며, 지역 민병대는 소집되지 않았다. 런던과 동남부에서 그랬던 것처럼, 이것은 군사지도자의 부재 및 영국의 자연법에 일부 그 이유가 있다. 그뿐 아니라 대규모 대중 봉기 앞에 지역 모집병은 아무런 효과가 없다는 것이 증명되었다.
6월 12일, 라위는 오버홀(Overhall)의 리처드 라이언 경의 영지를 공격했고, 캐번디시 읍으로 진격한 뒤 다음날 서포크 서쪽의 버리 세인트에드문즈 수도원으로 향하며 가는 길마다 지지자를 모았다. 부유한 버리 세인트에드문즈 소수도원의 수도원장 존 케임브리지(John Cambridge)는 읍민들에게 원성을 사고 있었고, 라위는 읍민들과 함께 수도원에 들이닥쳤다. 수도원장은 탈출했으나 이틀 뒤에 붙잡혀 목이 잘렸다. 난민 일부가 북쪽 셋퍼드 읍으로 가서 읍민들에게 보호비를 갈취했고, 또 한 무리는 왕좌부 수석재판경이자 케임브리지 대학교 총장인 존 캐번디시 경을 추적했다. 캐번디시는 레이큰히스에서 붙잡혀 피살당했다. 6월 14일 입스위치 근교에서는 존 배티스퍼드(John Battisford)와 토머스 샘프슨(Thomas Sampson)이 각각 반란을 이끌었다. 그들은 저항 없이 읍을 점령했고 부주교와 지역 세무관리들의 재산을 약탈했다. 폭력은 계속 퍼져나갔고, 수많은 재산이 공격당하고 지역 재판소들은 불태워졌다. 에드먼드 레이컨히스(Edmund Lakenheath)라는 관리는 배를 타고 서포크에서 도망갔다.
6월 13일, 런던에서 일어난 사태의 소식이 전해지자 하트퍼드셔 세인트올번스 읍도 들끓기 시작했다. 세인트올번스 읍민들은 지역에서 광범위한 특권을 소유하고 있던 세인트올번스 수도원과 오랜 갈등 관계에 있었다. 6월 14일, 시위자들은 수도원장 토머스 데라메어(Thomas de la Mare)를 만나 자신들을 수도원의 속박에서 벗어나게 해줄 것을 요구했다. 윌리엄 그라인드코브가 이끄는 한 무리의 읍민들이 국왕을 만나 수도원을 없애 달라고 읍소하기 위해 런던으로 떠났다. 당시 아직 시티를 장악하고 있던 와트 타일러는 그들에게 수도원에 대해 직접행동을 취해도 된다고 보장했다. 그라인드코브와 난민들은 세인트올번스로 돌아왔고, 수도원장은 그사이 진작 내빼 버렸다. 난민들은 수도원 감옥을 부수어 열고, 수도원 영지를 나타낸 울타리를 뽑아 버렸으며, 수도원 기록들을 읍 광장에 모아 불싸질렀다. 그 뒤 그들은 토머스 데라메어에게 강요하여 6월 16일 수도원의 특권을 포기하도록 하는 약속을 내놓게 했다. 이후 며칠 사이에 수도원에 반대하는 반란이 확산되었고, 주 전체에 걸쳐 수도원의 재산과 재정 기록들이 파괴되었다.

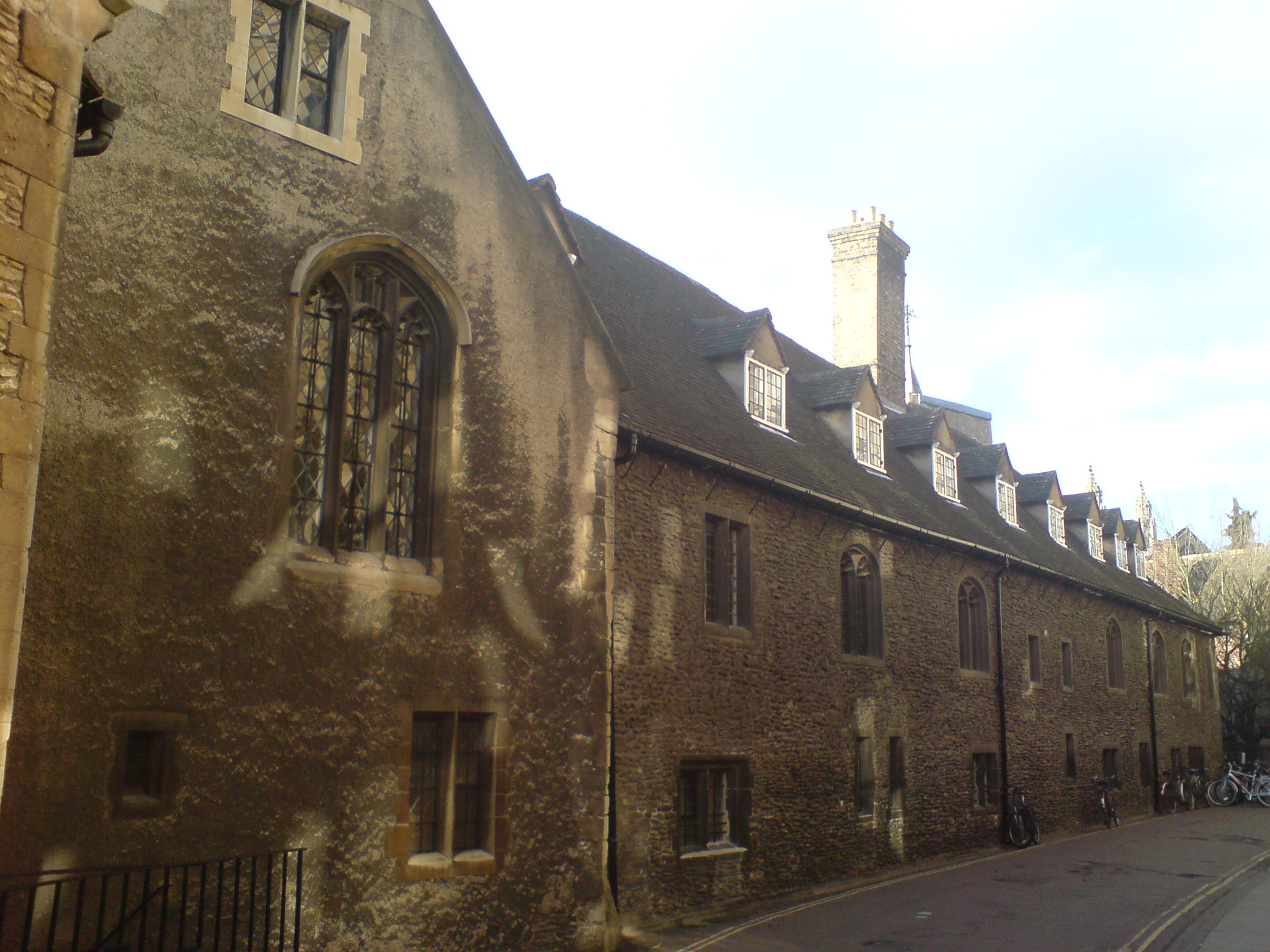
케임브리지 대학교 코퍼스 크리스티 칼리지 건물. 6월 15일에 습격당했다.

6월 15일, 케임브리지셔에서도 반란이 일어났다. 반란 주동자는 라위의 서포크 반란에 가담한 자들 일부와, 존 그레이스턴(John Greyston)·제프리 코브(Geoffrey Cobbe)·존 핸책(John Hanchach) 등 케임브리지 지역민들 일부였다. 그레이스턴은 런던 사건에도 참여했다가 반란을 확산시키기 위해 고향으로 돌아온 자였고, 코브와 핸책은 지역 신사층이었다. 당시 케임브리지 대학교는 사제들이 운영하고 있었으며 왕실 특혜를 만끽하고 있었다. 때문에 대학은 케임브리지의 다른 읍민들에게 광범위한 증오를 사고 있었다. 대학교를 표적으로 한 반란이 발생했고, 케임브리지 시장이 반란자들의 뒤를 봐 주었다. 난민들은 곤트의 존과 커넥션이 있던 코퍼스 크리스티 칼리지와 대학교 교회를 뒤집어엎고, 학교 속관을 잡아 죽이려 했는데, 속관은 살아서 도망쳤다. 대학 도서관과 문서보관소의 소장 자료들은 끄집어낸 뒤 읍의 중심부에서 불태워졌다. 다음날, 대학교 측은 자신들의 특권을 포기한다는 선언을 강제로 발표해야 했다. 이어 반란은 케임브리지 북쪽에서 일리로 번져갔다. 일리의 감옥문이 열리고 치안판사들은 살해당했다.
노포크에서는 방직공 제프리 릿스터(Geoffrey Litster)와, 서포크 난민들과 연이 닿아 있던 지역 영주 로저 베이컨 경(Sir Roger Bacon)이 반란을 주동했다. 릿스터는 6월 14일에 무력을 동원하자는 사자들을 주 전체에 파견했고, 혼자서도 폭력사태를 일으켰다. 6월 17일, 노포크 난민들은 노리치 시 교외에 모인 뒤, 대화를 시도하던 도시 방위책임자 로버트 샐 경(Sir Robert Salle)을 잡아 죽였다. 뒤이어 읍민들이 성문을 열고 난민들이 안으로 들어갔다. 난민들은 약탈을 시작했으며, 지역 관리 레지널드 에클스(Reginald Eccles)를 죽였다. 서포크 백작 윌리엄 드 우포드는 자기 영지에서 도망하여 변장한 채 런던으로 향했다. 그 외의 지역 신사층들은 난민들에게 붙잡혔고, 왕실 시종꾼들과 같은 신세가 되어 릿스터를 위해 일해야 했다. 감옥문이 열림에 따라 주 전체에 폭력이 확산되었고, 플랑드르인 이민자들이 살해되었으며, 재판소 기록은 불타고, 재산이 약탈 파괴당했다.

#### 잉글랜드 북부와 서부

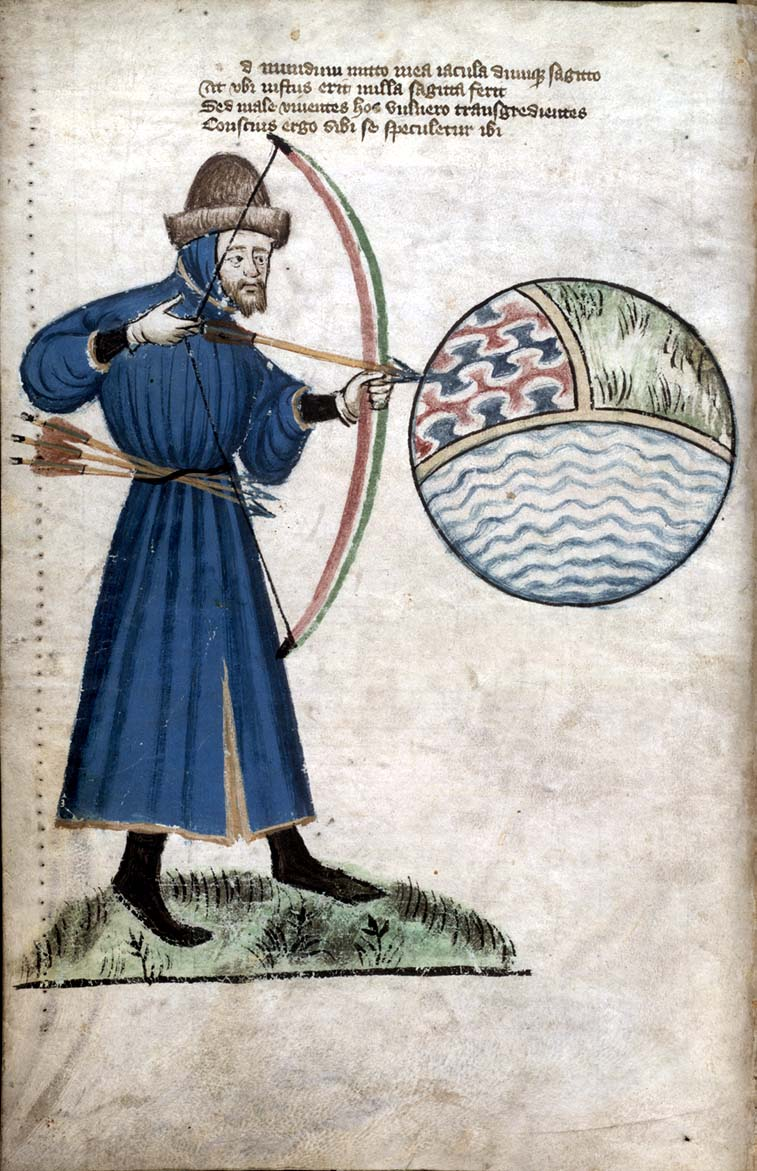
반란에 대한 기록을 남긴 시인 존 가워. 《울부짖는 이의 목소리》에 실린 그림.

잉글랜드의 나머지 지역에서도 반란이 일어났는데, 정치적 불만의 전통적인 중심지인 북부지방에서 특히 그러했다. 5월에는 베벌리 읍에서 부유한 상인 엘리트층과 그보다 가난한 읍민들 사이에 폭력사태가 벌어졌다. 그달 말, 난민들이 주도권을 잡았고, 도시 행정부를 자기들 멋대로 갈아치웠다. 난민들은 요크 대주교 알렉산더 네빌의 도움을 청하려 했고, 6월에 전직 읍장에게 네빌을 통한 중재에 동의하도록 강요했다. 1382년 6월에는 다시 평화가 찾아왔지만 향후 몇년 동안 긴장은 계속해서 부글부글 끓었다.
동남부에서 일어난 난리의 소식이 북부까지 올라오는 데는, 중세 잉글랜드의 형편없는 통신 환경 때문에 상당한 시간이 걸렸다. 레스터에는 곤트의 존 공작이 큰 성(레스터 성)을 소유하고 있었는데, 링컨셔의 난민들이 성과 그 안의 것들을 파괴하기 위해 몰려온다는 경고가 전해졌다. 레스터의 시장은 민병대를 소집하여 방어를 준비했지만, 난민들은 레스터에 들이닥치지 않았다. 곤트의 존은 베릭에 있다가 6월 17일에 반란 소식을 전해들었다. 와트 타일러가 이미 죽었다는 소식을 몰랐던 존 공작은 요크셔와 웨일스에 소재한 자신의 성들에 경보를 울렸다. 새로운 소문들이 떠돌았고, 그 중 대부분은 틀린 것들이었는데, 이 소문들이 계속해서 베릭에 도착했다. 소문에 따르면 잉글랜드 서부와 동부 전역에 걸쳐 반란이 확산되고 있으며, 레스터의 공작 영지가 약탈당하고, 심지어 반란군들이 공작 본인을 잡으려고 추적 중이라고 했다. 곤트의 존 공작은 밤버러 성으로 가기 시작했다가, 중간에 스코들랜드 쪽으로 방향을 틀었다. 그러고 나서 싸움이 끝날 때까지 남쪽으로 돌아오지 않았다.
6월 17일에는 런던에서 일어난 일이 요크에 처음 알려졌고, 도미니크 수도회와 프란치스코 수도회를 비롯한 종교기관에 대한 공격이 일어났다. 다음 한 주 동안 폭력사태가 계속되었고, 7월 1일에 존 디기즈번(John de Gisbourne)이 지휘하는 무장병력이 도시 안으로 들어와 상황을 통제하려 시도했다. 시장 사이먼 디퀵슬레이(Simon de Quixlay)는 점차적으로 외관상의 권위를 되찾았으나, 질서는 1382년 이전까지 완전히 복구되지 않았다. 스카버러에서도 남쪽의 반란 소식이 들려오고, 6월 23일에 엘리트들에게 반대하는 반란이 발생했다. 이곳의 난민들은 뒤에 붉은색 꼬리가 달린 흰색 두건을 썼다. 지역 정부 구성원들은 관저에서 쫓겨났고, 세금징수원 하나가 린치를 당했다. 하지만 엘리트들은 1382년까지 권력을 다시 되찾았다.
브리지워터의 서머싯 읍에서는 6월 19일에 토머스 잉글비(Thomas Ingleby)와 애덤 브루그(Adam Brugge)가 주도하여 반란이 일어났다. 군중들은 지역의 아우구스티노 수도회 건물을 공격하고, 상전들에게 지역 특권을 포기하며 몸값을 지불할 것을 강요했다. 그 뒤 난민들은 지역 상인이자 관리였던 존 사이드넘(John Sydenham)의 영지로 가서 그 장원을 약탈하고 서류를 불태운 뒤 월터 배런(Walter Baron)이라는 자를 처형했다. 일체스터 감옥이 습격을 당했고, 재소자 중 평판이 좋지 못했던 한 명이 처형당했다.

### 난의 진압

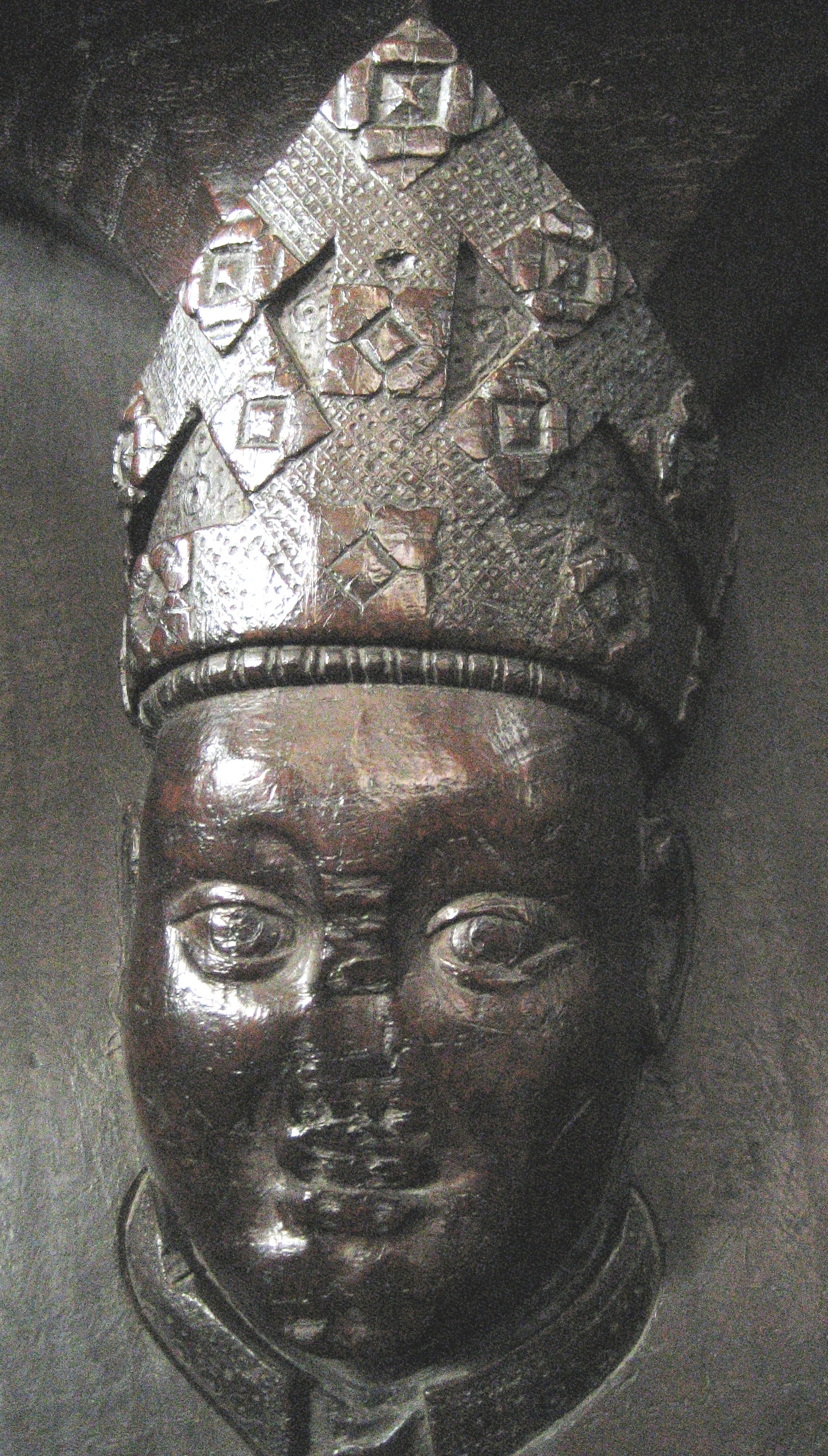
노스월셤 전투에서 난민들에게 승리하고 주동자를 즉결처형한 노리치 주교 헨리 디스펜서의 조각상. 14세기 작품.

6월 15일 와트 타일러가 죽자마자 반란에 대한 진압이 시작되었다. 로버트 놀스 경, 니콜라스 브렘브레 경, 로버트 론드 경(Sir Robert Launde)이 수도의 통제기능을 복구하는 임무를 맡았다. 군인들에게 동원령이 내려져 약 4천 명이 런던에 집결했고, 난리가 발생한 지방으로의 원정이 시작되었다.
이스트앵글리아의 반란은 노리치 주교 헨리 디스펜서가 중앙과는 독립적으로 진압했다. 반란 발발 당시 헨리 주교는 링컨셔의 스탬포드에 있었고, 맨앳암즈 여덟명과 궁수 소수를 대동하고 남쪽으로 가면서 계속 병력을 모았다. 헨리는 우선 피터버러(Peterborough)로 가서 난민들을 추적해 붙잡는 대로 모조리 처형했다. 지역 수도원에 숨어들어간 난민들도 처형당했다. 그리고 헨리는 헌팅던과 일리를 지나 동남부로 향해 6월 19일에 케임브리지에 도착, 난민들이 점유하고 있는 노포크 지역으로 더욱 깊숙히 들어갔다. 헨리는 6월 24일 노리치 시를 탈환하고, 그 다음에는 1개 중대 병력으로 난의 주동자인 제프리 릿스터를 추적했다 양측은 6월 25일 또는 26일에 노스월셤 전투에서 격돌, 주교의 군대가 승리하고 릿스터는 붙잡혀 처형되었다. 헨리의 신속한 행동은 이스트앵글리아의 반란 진압에 주효했으나, 주교인 그가 이렇게 직접 나서는 것은 매우 이례적인 일이었다. 또한 왕실의 승인 없이 난민들을 즉결처형한 것은 불법행위였다.
6월 17일, 국왕은 이부형제 토머스 홀란드 백작과 토머스 트라이빗 경(Sir Thomas Trivet)을 소규모 군대와 함께 켄트로 파견하여 질서를 바로세우도록 했다. 그들은 메이드스톤과 로체스터에 재판소를 열었다. 서포크 백작 윌리엄 드 우포드는 병령 500 명과 함께 6월 23일에 자기 주로 돌아갔다. 그는 빠르게 지역을 장악하고 밀덴홀(Mildenhall)에 재판소를 차렸다. 재판소에 기소된 이들은 대부분 사형에 처해졌다. 우포드는 7월 6일에 노포크로 이동하여 노리치와 그레이트 야머스, 해킹에 재판소를 열었다. 케임브리지셔에서는 라주치 경 휴(Hugh, Lord la Zouche)가 난민들에게 대한 법적 절차를 진행했다. 세인트앨번스에서는 수도원장이 윌리엄 그라인드코브와 그 추종자들을 체포했다.
6월 20일, 국왕의 숙부인 우드스톡의 토머스 공작과 신임 수석재판관 로버트 트레실리언이 잉글랜드 전역에 대한 특별 권한을 위임받았다. 토머스 공작은 에식스의 재판을 감독했으며, 주의 불안정 상태가 계속되었기에 상당수의 병력을 동원했다. 리처드 본인도 에식스를 방문했다. 에식스 난민 대표들은 국왕이 마일엔드에서 했던 약속을 지켜줄 것을 기대했다. 리처드는 이를 거부했다. 전하는 바에 따르면 리처드는 그들에게 “그대들은 야비(rustics)했고 지금도 야비하다. 그대들은 앞으로도 속박될 것이되, 이전과는 비교할 수 없을 정도로 가혹하게 속박될 것이다”라고 말했다. 트레실리언은 토머스와 합류하여 첼름스퍼드에서 31명을 처형하고 그 뒤 7월에 다른 재판을 계속 처리하기 위해 세인트앨번스로 갔다. 이때 유죄선고를 내리기 위해 여러 가지 좋지 못한 수작을 부린 것으로 보인다. 토머스는 군인 200명을 대동하고 글로스터로 가서 그곳의 불안정을 억눌렀다. 노섬벌랜드 백작 헨리 퍼시는 요크셔의 질서를 바로잡는 임무를 받았다.
난을 진압하는 과정에서 반역죄부터 하여 책을 태우고 집을 부순 것까지 광범위한 법이 적용되었다. 당시 반역죄의 정의가 상대적으로 협소했기에 과정은 좀 복잡해졌다. 밀고와 공개 비난이 흔하게 사용되었고, 나라 전체에 공포가 확산되었다. 11월이 되기까지 최소 1,500 명의 민중이 처형당하거나 싸우다 죽었다. 반란으로 인해 재산을 잃게 된 이들은 법적 보상을 받으려고 했고, 특히 곤트의 존은 자신의 사보이 궁전을 파괴한 자들을 잡아내기 위해 상당한 노력을 들였다. 하지만 피고들이 대개 재판에 참석하려 하지 않았기에, 이러한 시도가 성공한 사례는 매우 드물었다. 이와 관련된 송사들은 1387년까지 다 해결되지 않았다.
반란 지도자들은 신속하게 체포되었다. 잭 스트로는 런던에서 붙잡혀 처형되었다. 존 볼은 코번트리에서 붙잡혀 세인트앨번스에서 재판을 받고 7월 15일에 처형당했다. 그라인드코브 역시 세인트앨번스에서 재판을 받고 처형당했다. 존 라위는 런던에서 재판을 받았다. 라위는 살아남기 위해 동료 24명을 팔아넘겼으나, 결국은 1382년 5월 6일에 교수척장분지형을 당해 죽었다. 로저 베이컨 경은 노포크에서 벌어진 최후의 전투 이전에 체포된 것으로 보이며, 런던탑에서 재판을 받고 같은 곳에 구금된 뒤 최종적으로는 어명에 의해 사면받았다. 1381년 9월 당시 브리지워터의 토머스 잉글비는 당국의 추적을 성공적으로 따돌리고 잠적했다.

### 여파

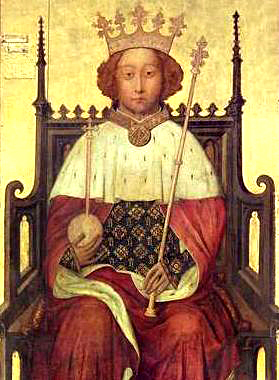
리처드 2세의 초상화. 14세기 작품.

왕국 정부와 의회는 반란 이후 정상적인 행정절차를 복구하기 시작했다. 사학자 마이클 포스탠의 표현에 따르면 봉기는 여러모로 “지나가는 일”에 지나지 않았다. 6월 30일, 국왕은 잉글랜드의 농노제를 반란 이전 상태로 되돌리라고 명령했고, 봉기 당시 난민들의 협박에 의해 내려졌던 농노제 폐지 칙령은 7월 2일에 공식적으로 폐기되었다. 11월에 의회가 소집되어 그해 벌어진 일들과 그에 어떻게 대처할 것인지를 논의했다. 탐욕스럽고 고압적인 왕실 관리들의 부정으로 인해 반란이 벌어진 것으로 판단되었고, 그에 대한 토론이 이루어졌다. 하원은 현행 노동법들을 옹호하는 입장이었지만, 왕실평의회에 변화를 요구했고, 리처드는 윤허했다. 또한 리처드는 반란 당시 난민들을 허가 없이 즉결처형했던 자들, 반란에 참여치 않고 충성을 유지했던 자들, 반란에 참여했던 자들 모두에게 대사령을 내렸다. 다만 국왕의 고문관들을 죽였던 버리세인트에드문즈의 난민들은 예외였으며, 그들은 대사령이 내려진 당시에도 계속 도주 중이었다.
난의 진압 과정은 폭력적이었다. 하지만 정부와 지방 영주들은 반란 이후 질서를 복구하는 것에 비교적 신중한 태도를 취했으며, 이후 몇 십년 동안 또다른 반란이 일어나지 않을까 우려했다. 재판소를 통한 법적 절차를 거치지 않고 사사로이 농민들에게 보복을 가하는 영주들은 거의 없었다. 하지만 낮은 수준의 불안정은 몇 년 더 지속되었다. 1382년 9월, 노포크에서 노리치 주교에 반대하는 음모와 관련된 말썽이 발생했고, 이듬해 3월에는 데번 주장관을 죽이려는 음모가 발각되었다. 영주들과 지대를 협상할 때면 농민들은 반란 때의 기억을 넌지시 내비치면서 폭력사태를 협박했다.
이후 의회가 다시 인두세를 부과하거나 잉글랜드의 세제 체계를 뜯어고치려는 시도를 하지는 않았다. 대신 하원은 1381년 연말에 유럽 대륙에서의 군사행동이 “신중하게 하지만 대규모로 감축되어야 한다”는 결론을 내렸다. 새로 세금을 증세할 수 없게 되자, 정부는 대외정책과 군사적 팽창시도를 축소시킬 수밖에 없었고, 평화적 선택지를 모색하기 시작했다. 농노제는 1381년 이후 쇠락하기 시작했지만, 이것은 주로 경제적 이유 때문이지 정치적인 결과가 아니었다. 전원지역의 임금은 계속해서 상승했고, 이에 따라 영주들이 농노들에게 돈을 받고 풀어주거나 전통적인 종신 속박을 임차권 계약의 형태로 변경하는 일도 늘어났다. 15세기를 거치면서 잉글랜드의 농노제는 결국 소멸했다.

## 반란자들

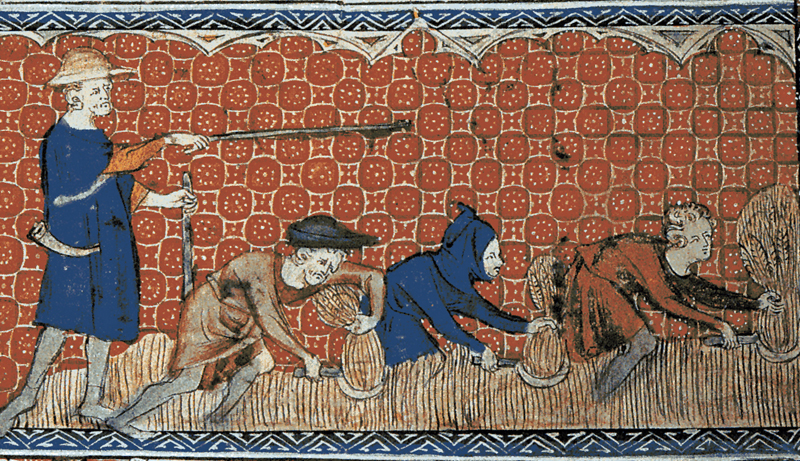
농노들이 행정관에게 지시를 받는 14세기 전원풍경. 《메리 여왕 시편서》의 작품.

연대기작자들은 난민들을 주로 전원 농노라고 묘사하는데, 이때 serviles rustici, servile genu, rustictas 등 광의적이고 경멸적인 라틴어 단어를 사용했다. 그런데 나이튼 등의 일부 연대기작자는 난민들 중에 도제나 장인 등이 존재하고 있음을 기록했으며, 간혹 그들을 ‘열등평민’(lesser commons)이라 칭했다. 반란이 진압된 뒤 이루어진 재판의 기록들을 살펴볼 때, 그러한 기록 역시 다양한 편견에 사로잡혀 있기는 하나, 훨씬 폭넓은 사회 구성원들이 반란에 가담했음을 알 수 있다. 그리고 이에 따라 반란이 단순히 비자유 농노들에 의해 이루어졌다는 기존의 인식은 현재 배척되고 있다.
전원지대 난민들의 배경은 제각기 다양하나, 일반적으로 그들은, 사학자 크리스토퍼 다이어(Christopher Dyer)의 설명대로, “신사층 이하 계급의 민중이었으나, 대개 어느 정도의 토지와 재화를 소유하고 있는” 자들이었지, 사회 극빈 계층이 아니었다. 오히려 극빈층들은 반란 구성원들 중 소수에 불과했다. 많은 난민들은 지역 촌락 행정당국에서 어느 정도 지위를 가지고 있었으며, 또 그랬기 때문에 반란 과정에서 리더십을 발휘할 수 있었던 것으로 보인다. 난민들 중 일부는 장인들이었고, 로드니 힐튼의 나열에 따르면 “목수, 톱질꾼, 석공, 신기료, 재단사, 방직공, 축융공, 장갑공, 양말공, 피혁상, 제빵사, 푸주한, 여관주, 요리사, 석회공” 등 다양했다. 난민들은 대부분 남성이었으나, 같은 계급의 여성들도 일부 있었다. 난민들은 대개 문맹이었는데, 당시 잉글랜드 전 인구의 5 ~ 15%만이 글을 읽을 수 있었다. 또한 그들은 광범위한 지역 공동체로부터 모여들었다. 동남부만 해도 난민들이 발생한 촌락은 최소 330개에 이르렀다.
난민들 중 다수가 도시적 배경을 가지고 있었으며, 특히 런던의 폭동에 가담한 이들 대부분은 지역 읍민 출신이지 농민이 아니었던 것으로 보인다. 어떤 경우에는 도시 빈민이 지역 엘리트들의 돈을 빼앗기 위해 반란에 참여하기도 했다. 예컨대 런던의 반란 참여 난민들 중 대다수는 빈민과 비숙련 노동자였다. 한편 또다른 도시 난민들은 반대로 엘리트 계층의 일원이었으며, 대표적으로 요크에서는 지역 공동체의 부유한 자들이 시위대로 나섰다. 또 버리세인트에드문즈에서처럼 읍민들이 농촌 인구와 공조하는 경우도 있었고, 캔터베리 같은 경우에는 흑사병 이후 촌락 인구의 유입이 도시 읍민과 촌락민의 구분을 무의미하게 만들기도 했다.
1381년 반란에 가담한 이들의 절대 다수는, 의회에 의해 대변되지 못하는 이들이었으며, 국가의 의사결정 과정에서 소외된 이들이었다. 하지만 일부 경우에는 상대적으로 부유한 신사층이 반란에 가담하거나 반란을 이끌기도 했는데, 노포크의 로저 베이컨 경이 대표적인 사례이다. 이들 중 일부는 난민들의 강압에 의해 반란에 동참하게 된 것이라고 주장했다. 다수의 성직자들 역시 반란에서 역할을 맡았다. 존 볼이나 존 라위 같은 유명한 지도자뿐 아니라, 동남부의 반란에 가담한 성직자가 거의 20명 가까이 기록상 남아 있다. 이들 성직자들 중 일부는 사회 불만의 연장으로, 일부는 상대적 빈곤으로 인한 불리한 조건 때문에, 또다른 일부는 강렬한 급진적 종교 신념으로 인하여 반란에 참가했다.
반란에 가담한 자들 대부분은 가명을 사용했으며, 특히 봉기를 지지하고 새로이 봉기할 것을 독려하는 문건을 배포할 때 가명이 사용되었다. 가명은 특정인에게 죄가 돌아가게 되는 것을 피하기 위한 목적일 뿐만 아니라, 대중적 가치와 이야기를 내포하기 위해 사용되기도 했다. 가장 널리 쓰인 가명 중 하나로 피어스 플로먼(Piers Plowman)이라는 것이 있는데, 이것은 곧 ‘농사꾼 피어스’라는 뜻으로 윌리엄 랠랭드의 시에 등장하는 인물에게서 따온 이름이다. 잭(Jack)이라는 이름 역시 난민들의 가명으로서 널리 사용되었는데, 사학자 스티븐 저스티스(Steven Justice)와 카터 레바드(Carter Revard)는 이것이 수십년 앞서 프랑스에서 벌어진 자크리의 난의 자크(Jacques)와 유사하기 때문이 아니었는가 추측한다.

## 유산

### 역사기록학

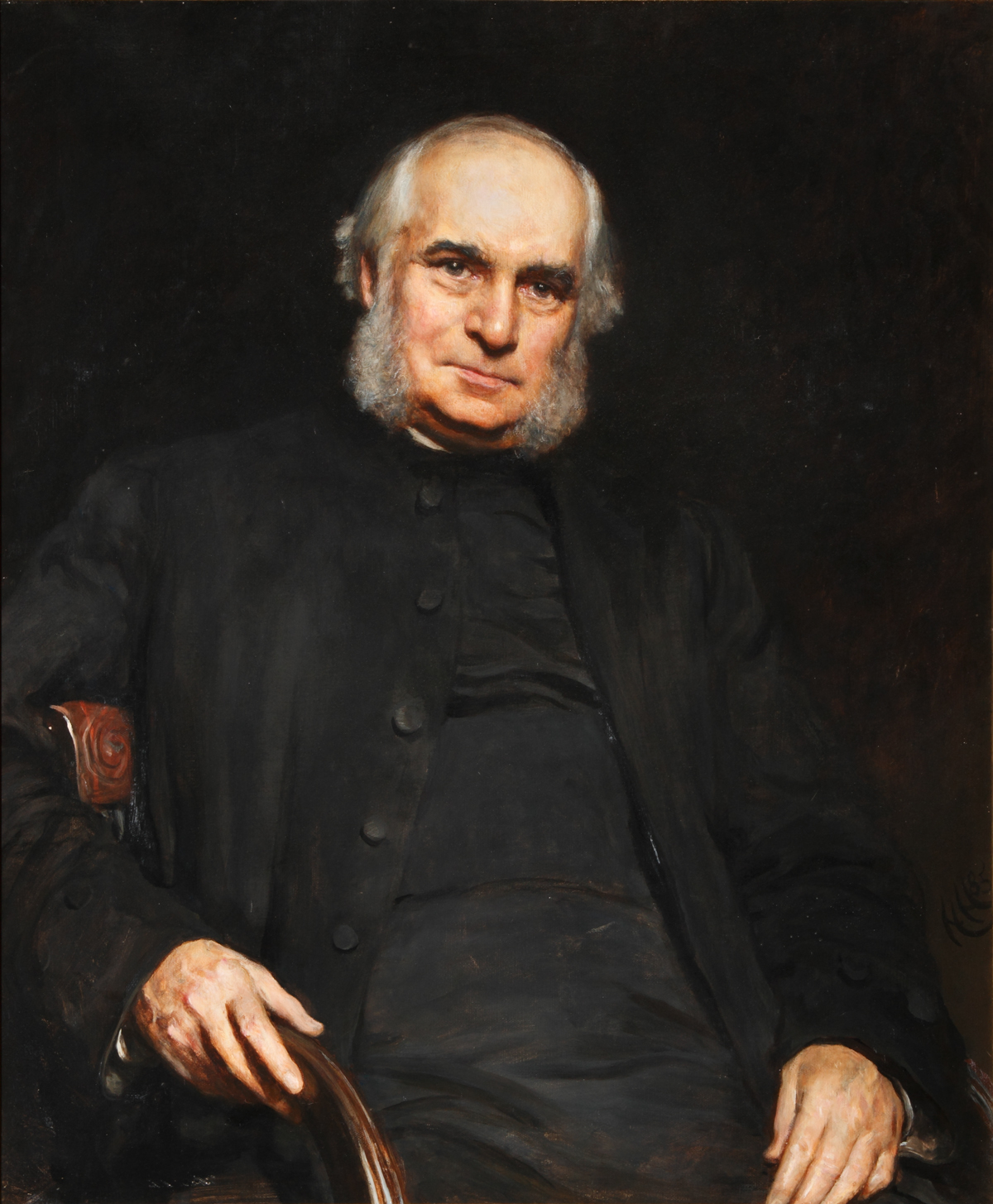
영국 사학자 윌리엄 스터브즈. 그는 와트 타일러의 난을 “우리 나라의 역사를 통틀어 가장 중대한 사건 중 하나”라고 하였다. 휴베르트 폰 헤르코머가 그린 초상화(1885년 작품).

와트 타일러의 난과 동시대를 살았던 연대기작자들은 사학자들에게 매우 유용한 기록들을 남겨두었다. 연대기작자들은 반란에 대해 편향된 시각을 갖고 있었으며, 난민들을 “짐승, 흉물덩어리, 또는 그릇된 바보”로 묘사했다. 런던 주민으로서 마지못해 반란에 가담하게 되었었던 런던의 연대기작자들은 반란의 책임을 동남부에서 올라온 농민들에게 전적으로 떠넘겼다. 주요한 증거 증 하나로 우선 저자를 알 수 없는 《무명의 연대기》가 있다. 이 연대기의 저자는 왕실 궁중에서 일했던 것으로 보이며, 런던에서 일어난 많은 사건들의 목격자였다. 연대기작자 토머스 월싱검 역시 반란이 진행되는 현장 대부분에 있었으나, 그는 사회적 불안에 대한 공포에만 집중했으며 난민들을 극도로 편향되게 바라보았다. 《프로아사르 연대기》의 저자인 장 프로아사르는 반란에 대한 믿을 수 있는 정보들을 갖고 있었으나, 이미 알려진 사실들에 화려한 이야기를 덧붙여 윤문하는 것에 그쳤다. 난민들에게 동정적인 기록은 하나도 보존되어 있는 것이 없다.
19세기 말, 당대 발달하던 노동운동과 사회주의 운동의 자극에 힘입어 와트 타일러의 난에 대한 사학계의 관심이 급증했다. 찰스 오먼, 에드거 파월(Edgar Powell), 앙드레 르빌(André Réville), G. M. 트리벨리언 등의 저술이 와트 타일러의 난 연구의 맥을 잡았다. 1907년쯤 되면 연대기작자들의 기록들이 인쇄물의 형태로 쉽게 널리 구할 수 있게 되었으며, 사건에 대한 주요 공공기록의 존재가 확인되었다. 르빌은 반란이 진압된 뒤 용의자들이 고발된 법정 기소장을 역사적 정보의 최초 출처로 사용하기 시작했고, 향후 1세기에 걸쳐 동남부 잉글랜드의 파편화된 지역 기록들을 사용하여 반란의 경제적 사회적 전모를 밝혀내는 광범위한 연구가 이루어졌다.
반란에 대한 해석은 세월이 지나면서 계속 변화했다. 존 스마이드(John Smyth) 등의 17세기 사학자들은 와트 타일러의 난이 잉글랜드의 비자유 노동과 농노제를 끝나게 만들었다는 생각을 정립했다. 윌리엄 스터브즈, 토롤드 로저스 등 19세기 사학자들은 이 결론을 보강하여, 스터브즈는 와트 타일러의 난을 “우리 나라의 역사를 통틀어 가장 중대한 사건 중 하나”로 꼽았다. 그런데 20세기에 들어서서 상기 해석은 메이 맥키색, 마이클 포스탠, 리처드 돕슨 등의 사학자들에게 도전을 받게 되었다. 맥키색 등은 반란이 잉글랜드의 정치 경제적 사건에 미친 영향을 수정 조정하였다. 20세기 중반의 마르크스주의 사학자들은 반란의 원인에 관심을 가지면서 동시에 보편적 공감을 가졌는데, 이러한 경향은 힐턴의 1973년 연구로 인해 끝이 났다. 힐턴은 당대 유럽 전역에서 일어난 농민반란들의 맥락상에서 와트 타일러 난을 해석하는 데 반대했다. 와트 타일러의 난은 다른 어떤 중세 반란보다도 많은 학문적 관심을 받았으며, 때문에 와트 타일러의 난의 연구는 자연스럽게 사학자들, 문헌학자들의 국제적 협력이 이루어지는 학제간 연구의 성격을 띠게 된다.
와트 타일러의 난의 주된 영어 명칭인 ‘농민의 난’("the Peasants' Revolt")은 18세기와 19세기 초 사이에 발생했으며, 존 리처드 그린의 1874년 저서 《잉글랜드 국민 소사》(Short History of the English People)에서 그 최초의 기록상 사용을 확인할 수 있다. 난과 동시대를 살았던 연대기작자들은 난에 따로 이름을 붙여 칭하지 않았으며, 애초에 ‘농민’(peasant)이라는 영어 단어는 15세기 이전에는 만들어지지도 않았다. ‘농민의 난’이라는 용어는 미리 루빈, 폴 스트롬(Paul Strohm) 등 근현대 사학자들에 의해 비판받아 왔다. 비판의 논거는 첫째 운동에 참여한 사람 다수는 농민이 아니었고, 둘째 이 사건의 성격은 장기간의 시위 또는 봉기에 가깝지 반란이나 모반이 아니라는 것이다.

### 대중문화

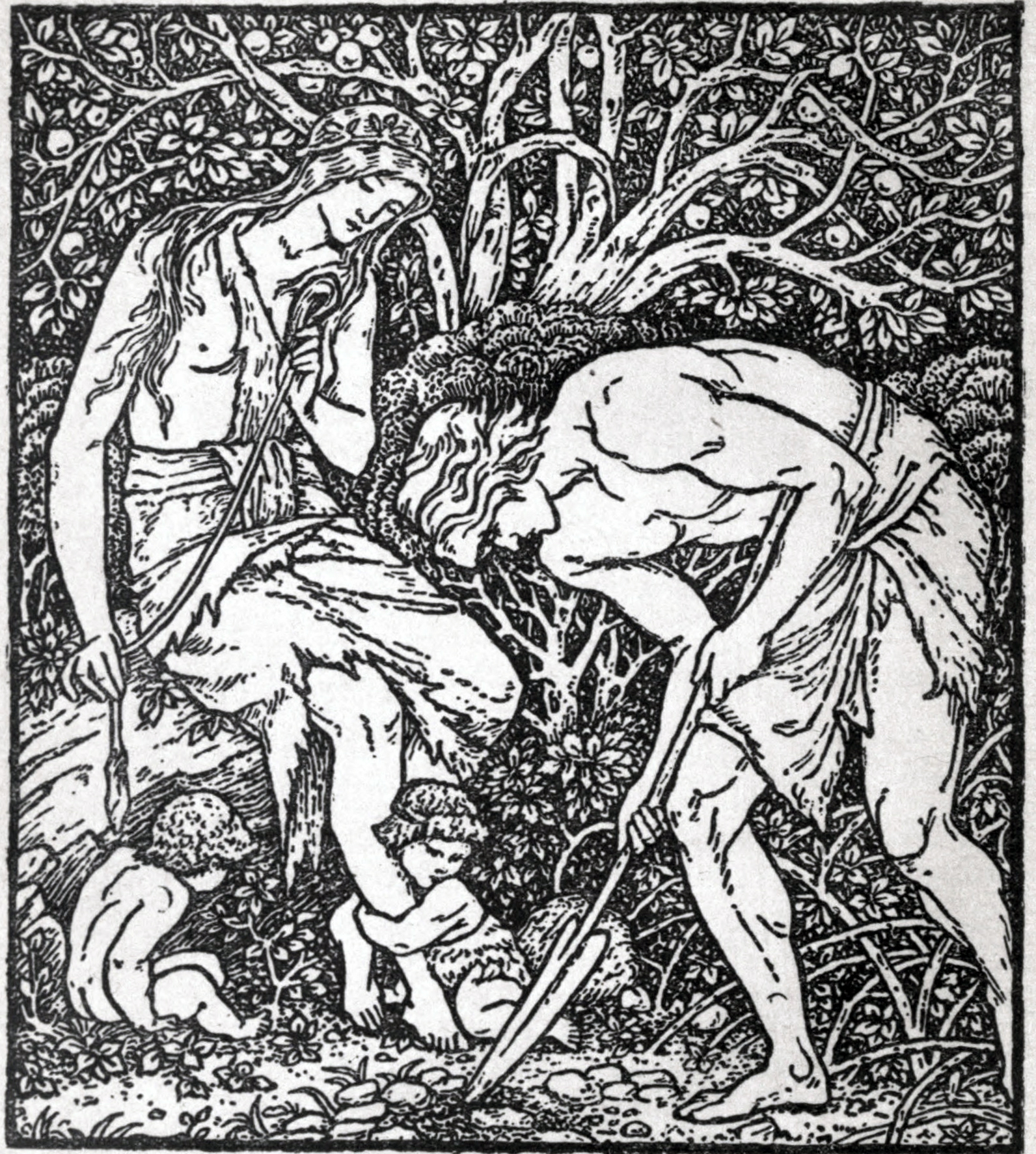
윌리엄 모리스의 《존 볼의 꿈》(1888년 작품)의 속표지. 에드워드 번존스의 판화 작품.

와트 타일러의 난은 널리 알려진 문학적 주제가 되었다. 반란을 진압하는 데 참여한 관리들과 친밀한 관계였던 시인 존 가워는 반란 수십년 뒤에 유명한 시 《울부짖는 이의 목소리》를 썼다. 그는 이 시에서 난민들을 비난하며 그들을 들짐승에 비유하고 있다. 제프리 초서는 알드게이트 근교에 살았기 때문에 반란이 일어났을 당시 그 현장에 소재하고 있었을 가능성이 있다. 그는 《캔터베리 이야기》 중 〈수녀원장 이야기〉에서 난민들의 플랑드르인 살해를 보다 광의의 무질서를 의미하는 메타포로 사용하면서 동시에 가워의 시를 패러디하고 있다. 하지만 초서는 자기 작품에서 반란을 직접적으로 언급한 적은 한 번도 없는데, 아마 그가 국왕에게 예속된 신세라 그것을 거론해서 정치적으로 좋을 일이 없다고 판단했기 때문인 것 같다. 난민들에게 널리 이용된 《농사꾼 피어스》의 저자인 윌리엄 랠랭드는 반란 이후 반란자들에게서 거리를 두기 위해 자기 작품에 여러 가지 수정을 가했다.
와트 타일러의 난은 16세기 연극 《잭 스트로의 삶과 죽음》의 줄거리를 구성했다. 이 연극은 조지 필이 썼을 것으로 추정되며, 아마 도시 조합의 야외극용으로 처음 쓰여진 것으로 보인다. 이 연극에서 잭 스트로는 존 볼이 이끄는 그릇된 반란에 불행히 휘말리게 된 비극적인 인물로 묘사되는데, 이것은 14세기 엘리자베스 시대 말기의 잉글랜드의 불안정과 분명한 정치적 연결점을 보이고 있다. 와트 타일러 난 이야기는 17세기의 잉글랜드 내전 당시의 팸플릿에도 거론되었고, 왕당파 시인 존 클리블랜드의 내전 초기 활동의 일환으로서도 사용되었다. 와트 타일러의 난은 18세기의 정치적 연설에서 경고성 이야기로 이용되었고, 《와트 타일러와 잭 스트로의 이야기》(The History of Wat Tyler and Jack Strawe)라는 제목의 소책자가 재커바이트 반란이나 미국 독립전쟁 당시 여러 대중 사이에 공유되었다. 또한 난에서 얻을 수 있는 결론에 대해 토머스 페인과 에드먼드 버크가 논쟁을 벌이기도 했는데, 페인은 난민들에게 동정과 공감을 표했지만 버크는 그들의 폭력성을 규탄했다. 낭만주의 시인 로버트 사우디는 와트 타일러의 난을 기반으로 하여 1794년 연극 《와트 타일러》(Wat Tyler)를 씀으로써 급진적이고 난민 측에 동조하는 시각을 취했다.
사학자 마이클 포스탠은 와트 타일러의 난이 “압제자들에게 저항한 노동계급의 반란의 전형적 사례이자(또는 사례로서) 사회 발전의 이정표”로 유명해졌으며, 19세기와 20세기의 사회주의 문학에서 널리 사용되었다고 한다. 윌리엄 모리스는 초서를 기반으로 한 소설 《존 볼의 꿈》을 1888년에 출간했다. 모리스는 여기서 19세기의 인물이나 꿈을 통해 14세기로 가게 된 서술자를 등장시켜 농민들을 대놓고 동정하고 있다. 《존 볼의 꿈》은 언젠가 사회주의의 이상이 성취될 것이라는 예언과 함께 끝난다. 모리스는 계속하여 자신의 공상적 사회주의 소설 《유토피아에서 온 소식》(News from Nowhere)에서도 와트 타일러의 난에서 받은 영향을 반영하고 있다. 플로렌스 컨버스는 1903년 소설 《오랜 의지》(Long Will)에서 와트 타일러의 난을 사용했다. 이후 20세기의 사회주의자들 역시 와트 타일러의 난과 현대의 정치적 투쟁을 병렬 비교하기를 계속했는데, 1980년대 영국에서 지역 주민세 도입을 둘러싸고 벌어진 분쟁(그것이 격화된 끝에 발발한 것이 인두세 폭동) 역시 그러했다.
1381년의 반란은 존 J. 로빈슨 등 음모론자들의 관심거리가 되기도 했다. 로빈슨은 반란에 대한 주류 역사 기록에는 결함이 있다면서, 사실 반란은 1312년에 파괴된 성전기사단의 하부조직 일파인 "the Great Society"라는 비밀조직에 의해 일어났다거나, 프리메이슨이 암약하며 반란을 조직했다고 주장했다.

## 같이 보기
- 케트의 난
- 수평파

## 참고 자료
- Barron, Caroline M. (1981). Revolt in London: 11 to 15 June 1381. London, UK: Museum of London. ISBN 978-0-904818-05-5.
- Brie, Friedrich (1906). “Wat Tyler and Jack Straw”. English Historical Review 21: 106–111.
- Butcher, A. F. (1987). “English Urban Society and the Revolt of 1381”.   Hilton, Rodney; Alton, T. H. The English Rising of 1381. Cambridge, UK: Cambridge University Press. 84–111쪽. ISBN 978-1-84383-738-1.
- Cohn, Samuel K. (2013). Popular Protest in Late Medieval English Towns. Cambridge, UK: Cambridge University Press. ISBN 978-1-107-02780-0.
- Crane, Susan (1992). “The Writing Lesson of 1381”.   Hanawalt, Barbara A. Chaucer's England: Literature in Historical Context. Minneapolis, US: University of Minnesota Press. 201–222쪽. ISBN 978-0-8166-2019-7.
- Crow, Martin M.; Leland, Virginia E. (2008). “Chaucer's Life”.   Cannon, Christopher. The Riverside Chaucer 3판. Oxford, UK: Oxford University Press. xi–xxi쪽. ISBN 978-0-19-955209-2.
- Dilks, T. Bruce (1927). “Bridgwater and the Insurrection of 1381”. Journal of the Somerset Archaeological and Natural History Society 73: 57–67.
- Dobson, R. B. (1983). The Peasants' Revolt of 1381 2판. London, UK: Macmillan. ISBN 0-333-25505-4.
- Dobson, R. B. (1987). “The Risings in York, Beverley and Scarborough”.   Hilton, Rodney; Alton, T. H. The English Rising of 1381. Cambridge, UK: Cambridge University Press. 112–142쪽. ISBN 978-1-84383-738-1.
- Dunn, Alastair (2002). The Great Rising of 1381: the Peasants' Revolt and England's Failed Revolution. Stroud, UK: Tempus. ISBN 978-0-7524-2323-4.
- Dyer, Christopher (2000). Everyday Life in Medieval England. London, UK and New York, US: Hambledon and London. ISBN 978-1-85285-201-6.
- Dyer, Christopher (2003). “Introduction”.   Hilton, Rodney. Bondmen Made Free: Medieval Peasant Movements and the English Rising of 1381 New판. Abingdon, UK: Routledge. ix–xv쪽. ISBN 978-0-415-31614-9.
- Dyer, Christopher (2009). Making a Living in the Middle Ages: the People of Britain 850–1520. New Haven, US and London, UK: Yale University Press. ISBN 978-0-300-10191-1.
- Eiden, Herbert (1999). “Norfolk, 1382: a Sequel to the Peasants' Revolt”. The English Historical Review 114 (456): 370–377.
- Ellis, Steve (2000). Chaucer at Large: the Poet in the Modern Imagination. Minneapolis, US: University of Minnesota Press. ISBN 978-0-8166-3376-0.
- Faith, Rosamond (1987). “The 'Great Rumour' of 1377 and Peasant Ideology”.   Hilton, Rodney; Alton, T. H. The English Rising of 1381. Cambridge, UK: Cambridge University Press. 43–73쪽. ISBN 978-1-84383-738-1.
- Federico, Silvia (2001). “The Imaginary Society: Women in 1381”. Journal of British Studies 40 (2): 159–183.
- Galloway, Andrew (2010). “Reassessing Gower's Dream Visions”.   Dutton, Elizabeth; Hines, John; Yeager, R. F. John Gower, Trilingual Poet: Language, Translation, and Tradition. Woodbridge, UK: Boydell Press. 288–303쪽. ISBN 978-1-84384-250-7.
- Given-Wilson, Chris (1996). The English Nobility in the Late Middle Ages. London, UK: Routledge. ISBN 978-0-203-44126-8.
- Harding, Alan (1987). “The Revolt Against the Justices”.   Hilton, Rodney; Alton, T. H. The English Rising of 1381. Cambridge, UK: Cambridge University Press. 165–193쪽. ISBN 978-1-84383-738-1.
- Hilton, Rodney (1987). “Introduction”.   Hilton, Rodney; Alton, T. H. The English Rising of 1381. Cambridge, UK: Cambridge University Press. 1–8쪽. ISBN 978-1-84383-738-1.
- Hilton, Rodney (1995). Bondmen Made Free: Medieval Peasant Movements and the English Rising of 1381. London, UK: Routledge. ISBN 978-0-415-01880-7.
- Hussey, Stanley Stewart (1971). Chaucer: an Introduction. London, UK: Methuen. ISBN 978-0-416-29920-5.
- Jones, Dan (2010). Summer of Blood: the Peasants' Revolt of 1381. London, UK: Harper Press. ISBN 978-0-00-721393-1.
- Justice, Steven (1994). Writing and Rebellion: England in 1381. Berkeley, US and Los Angeles, US: University of California Press. ISBN 0-520-20697-5.
- Lyle, Marjorie (2002). Canterbury: 2000 Years of History Revis판. Stroud, UK: Tempus. ISBN 978-0-7524-1948-0.
- Matheson, Lister M. (1998). “The Peasants' Revolt through Five Centuries of Rumor and Reporting: Richard Fox, John Stow, and Their Successors”. Studies in Philology 95 (2): 121–151.
- Mortimer, Ian (1981). The Fears of Henry IV: the Life of England's Self-Made King. London, UK: Vintage. ISBN 978-1-84413-529-5.
- Oman, Charles (1906). The Great Revolt of 1381. Oxford, UK: Clarendon Press. OCLC 752927432.
- Ortenberg, Veronica (1981). In Search of the Holy Grail: the Quest for the Middle Ages. London, UK: Hambledon Continuum. ISBN 978-1-85285-383-9.
- Ousby, Ian (1996). The Cambridge Paperback Guide to Literature in English. Cambridge, UK: Cambridge University Press. ISBN 978-0-521-43627-4.
- Picknett, Lynn; Prince, Clive (2007). The Templar Revelation: Secret Guardians of the True Identity of Christ 10 anniversary판. London, UK: Random House. ISBN 978-0-552-15540-3.
- Postan, Michael (1975). The Medieval Economy and Society. Harmondsworth, UK: Penguin Books. ISBN 0-14-020896-8.
- Powell, Edgar (1896). The Rising of 1381 in East Anglia. Cambridge, UK: Cambridge University Press. OCLC 1404665.
- Prescott, Andrew (2004). “'The Hand of God': the Suppression of the Peasants' Revolt in 1381”.   Morgan, Nigel. Prophecy, Apocalypse and the Day of Doom. Donington, UK: Shaun Tyas. 317–341쪽. ISBN 978-1-900289-68-9.
- Réville, André (1898). Étude sur le Soulèvement de 1381 dans les Comtés de Hertford, de Suffolk et de Norfolk. Paris, France: A. Picard and sons. OCLC 162490454.(프랑스어)
- Ribner, Irving (2005). The English History Play in the Age of Shakespeare. Abingdon, UK: Routledge. ISBN 978-0-415-35314-4.
- Robinson, John J. (2009). Born in Blood: the Lost Secrets of Freemasonry. Lanham, US: Rowman and Littlefield. ISBN 978-1-59077-148-8.
- Rubin, Miri (2006). The Hollow Crown: a History of Britain in the Late Middle Ages. London, UK: Penguin. ISBN 978-0-14-014825-1.
- Saul, Nigel (1999). Richard II. New Haven, US: Yale University Press. ISBN 978-0-300-07875-6.
- Saul, Nigel (2010). “John Gower: Prophet or Turncoat?”.   Dutton, Elizabeth; Hines, John; Yeager, R. F. John Gower, Trilingual Poet: Language, Translation, and Tradition. Woodbridge, UK: Boydell Press. 85–97쪽. ISBN 978-1-84384-250-7.
- Silvercloud, Terry David (2007). The Shape of God: Secrets, Tales, and Legends of the Dawn Warriors. Victoria, Canada: Trafford. ISBN 978-1-4251-0836-6.
- Spindler, Erik (2012). “Flemings in the Peasants' Revolt, 1381”.   Skoda, Hannah; Lantschner, Patrick; Shaw, R. Contact and Exchange in Later Medieval Europe: Essays in Honour of Malcolm Vale. Woodbridge, UK: The Boydell Press. 59–78쪽. ISBN 978-1-84383-738-1.
- Strohm, Paul (2008). “A 'Peasants' Revolt'?”.   Harris,, Stephen J.; Grigsby, Bryon Lee. Misconceptions About the Middle Ages. New York, US: Routledge. 197–203쪽. ISBN 978-0-415-77053-8.
- Sumption, Jonathan (2009). Divided Houses: the Hundred Years War III. London, UK: Faber and Faber. ISBN 978-0-571-24012-8.
- Trevelyan, George (1899). England in the Age of Wycliffe. London, UK: Longmans and Green. OCLC 12771030.
- Tuck, J. A. (1987). “Nobles, Commons and the Great Revolt of 1381”.   Hilton, Rodney; Alton, T. H. The English Rising of 1381. Cambridge, UK: Cambridge University Press. 192–212쪽. ISBN 978-1-84383-738-1.